# Żagań
Żagańⓘ (em polonês/polaco: antigo: Żegań, Żegan ou Zegan; em alemão: Sagan, Sagan in Schlesien ou Sagan am Bober; em alto sorábio: Zahań; em tcheco/checo: Zaháň; em latim: Saganensis, Saganum, Sagnum, Zagano ou Zager) é um município, que também é uma comuna urbana e sede da comuna rural de Żagań, localizada no oeste da Polônia. Pertence à voivodia da Lubúsquia, na fronteira da planície da Silésia-Lusácia e Wał Trzebnicki, nos rios Bóbr e Czerna Wielka; sede do condado de Żagań. Situado a 40 km da fronteira polaco-alemã e a 100 km da fronteira polaco-tcheca.
Estende-se por uma área de 40,4 km², com 24 907 habitantes, segundo o censo de 31 de dezembro de 2021, com uma densidade populacional de 616,5 hab./km².
Żagań é um centro industrial e de serviços locais, bem como um entroncamento de transportes, onde se encontram a estrada nacional n.º 12 e duas estradas provinciais e várias linhas ferroviárias. A cidade é a sede da 11.ª Divisão de Cavalaria Blindada da Lubúsquia e várias outras unidades militares.

## Localização

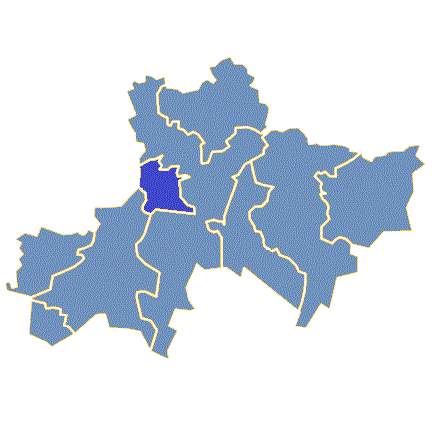
Localização da comuna no mapa do condado

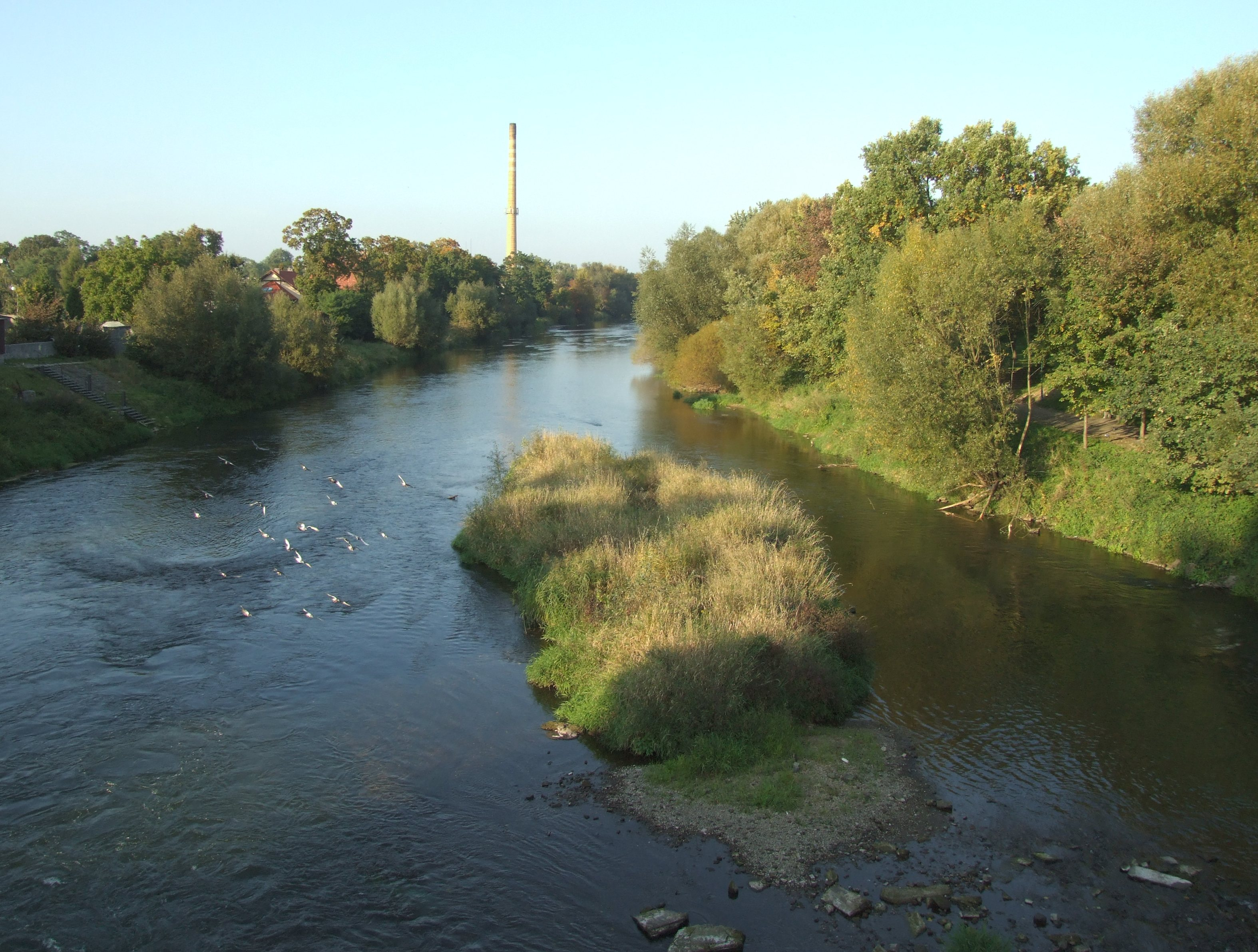
Rio Bóbr

Żagań está localizada no sudoeste da Polônia, na parte sul da voivodia da Lubúsquia, na parte centro-oeste do condado de Żagań, no curso médio do rio Bóbr — um afluente da margem esquerda do rio Óder, em uma altitude de 102 m acima do nível do mar. A localização geográfica da cidade é definida pelas coordenadas 51° 37′N 15° 19′E.
Segundo dados de 31 de dezembro de 2021, a área da cidade era de 40,4 km². A cidade ocupa 3,57% do condado de Żagań. Mais de 54% da área da cidade é coberta por florestas, enquanto fazendas e terrenos agrícolas localizados na cidade cobrem 15% da área de Żagań. A área de paisagem protegida constitui menos de 4% da área da cidade.
Conforme a divisão físico-geográfica de Jerzy Kondracki, a área de Żagań contém fragmentos de três mesorregiões: Wzniesienia Żarów, Wzgórza Dalkowskie e Bory Dolnośląskie. Os dois primeiros fazem parte do Wał Trzebnicki — um cinturão de colinas com um curso semelhante ao latitudinal, sendo considerado a fronteira da glaciação Riss da Polônia Central no rio Varta. Bory Dolnośląskie, localizado ao sul da cidade, pertence a uma província separada das terras baixas da Silésia-Lusácia.
O rio Bóbr, fluindo por Żagań, é o início do vale do desfiladeiro de 10 km de comprimento do Bóbr, profundamente cortado no Wał Trzebnicki. Neste ponto, o rio divide Wał Trzebnicki em duas partes: margem esquerda e margem direita. A parte da margem esquerda da cidade, subindo do leito do rio Bóbr para o oeste, é o início de Wzniesienia Żarów, enquanto a parte da margem direita da cidade, subindo para o leste, é o início das colinas Dalkowskie. Na parte norte da cidade, Lutnia, é alimentada pelas águas do rio Bóbr, que correm do sul, pelo rio Czerna Wielka, sendo seu afluente da margem esquerda.
Historicamente, a cidade pertence à Baixa Silésia, mas após a Segunda Guerra Mundial, os laços de Żagań com esta terra enfraqueceram — em 1950–1975 a cidade pertencia à “grande” voivodia de Zielona Góra, em 1975–1998 à “pequena” voivodia de Zielona Góra, e desde 1999 existe na voivodia da Lubúsquia. A cidade de Żagań faz fronteira com a comuna de Żagań, comuna de Iłowa (condado de Żagań) e comuna de Żary (condado de Żary).
A cidade está situada a 40 km da fronteira polaco-alemã e a 100 km da fronteira polaco-tcheca. A estrada nacional n.º 12 e duas estradas provinciais passam por Żagań: a estrada provincial n.º 295 e a estrada provincial n.º 296. Além disso, várias linhas ferroviárias passam pela cidade.

## Toponímia

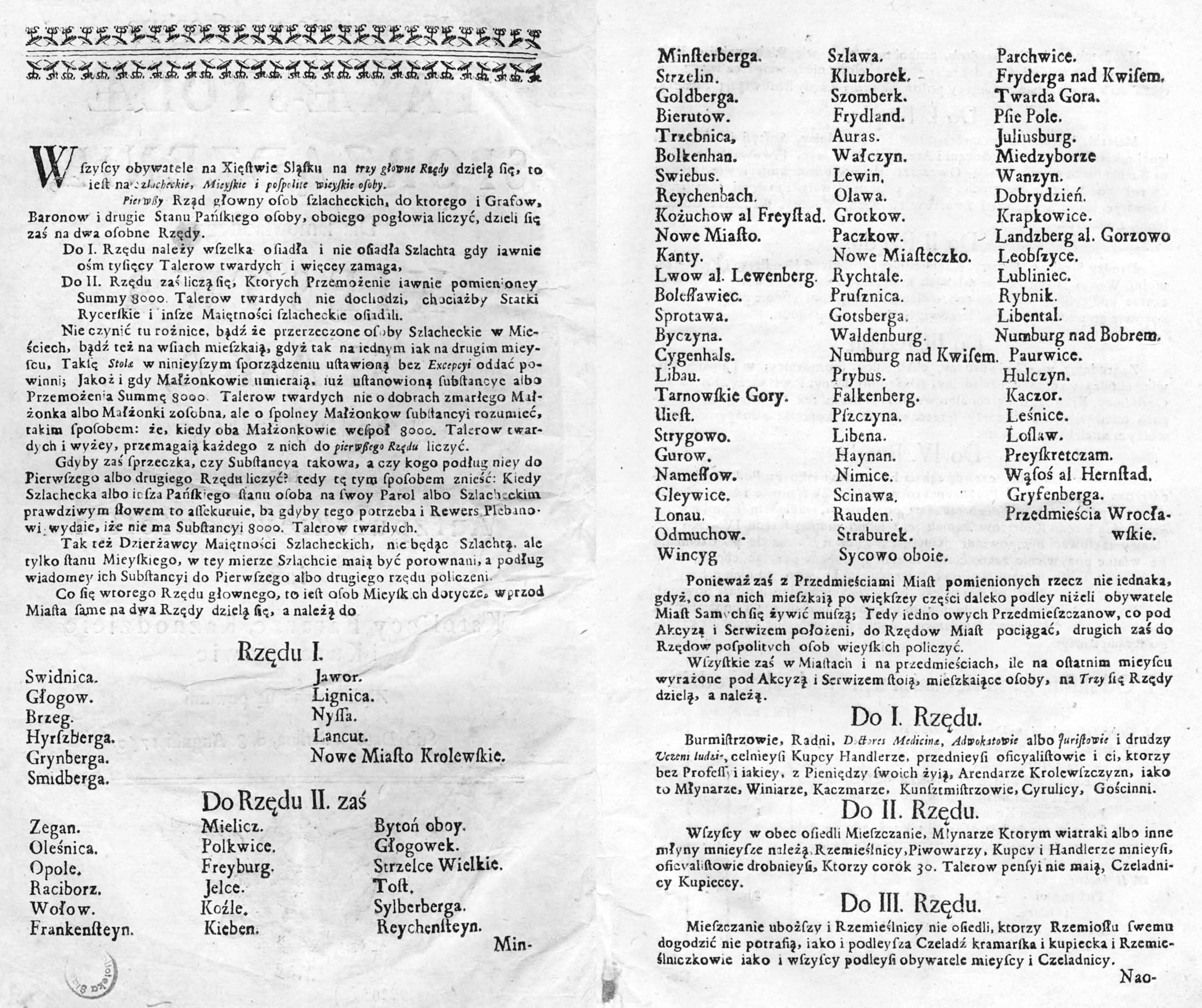
O nome Zegan entre outros nomes de cidades da Silésia em um documento oficial prussiano de 1750 emitido em polonês em Berlim

A origem da palavra polonesa Żagań (anteriormente Żegań) difere da palavra alemã Sagan. O nome alemão da cidade pode ter vindo da palavra sagan, que significa “caldeirão”, mas esta tese não tem muitos adeptos. Rolf Kipphan associou o nome ao fogo sagrado da lareira de uma cabana germânica, enquanto Arthur Heinrich explicou a origem do nome da cidade da palavra eslava para um pedaço de terra (łąki) — uma propriedade. Enquanto isso, o nome polonês da cidade vem da antiga palavra polonesa żagwia, que significa “acender”, “iluminar”.
O professor alemão Heinrich Adamy, em seu trabalho sobre os nomes dos lugares na Silésia, publicado em 1888 em Breslávia, menciona o nome do lugar registrado em um documento de 1202 como Zegan, dando seu significado “Brandfleck”, ou seja, “lugar queimado”. Stanisław Rospond também deriva o nome Żagań das antigas palavras polonesas para “queimada”: żec, żegać, żagiew, o que poderia ecoar o início do assentamento relacionado à queima da floresta primitiva. Os nomes das localidades vizinhas também apoiam a validade desta tese: Żary, Zgorzelec, Pożarów.
Em 1475, nos estatutos latinos, Statuta synodalia episcoporum Wratislaviensium, o local foi mencionado na forma latinizada Zager. Em 1613, o regionalista e historiador da Silésia Mikołaj Henel de Prudnik mencionou a cidade em seu trabalho sobre a geografia da Silésia intitulado Silesiographia dando seus nomes latinos: Saganum, Zeganum. Na placa de cobre de Johann W. Wieland e Matthaeus von Schubarth de 1736, há o nome latino Saganensis.
Em 1750, o nome Zegan foi mencionado em polonês por Frederico II entre outras cidades da Silésia em uma ordem oficial emitida para os habitantes da Silésia. Outro nome polonês — Żegan — foi mencionado pelo escritor da Silésia Józef Lompa no livro “Um pequeno esboço da geografia da Silésia para a ciência inicial” publicado em Głogówek em 1847. No que lhe concerne, o dicionário geográfico do Reino da Polônia de 1895 dá o nome polonês Żegań e os nomes latinos: Saganum, Zagano e Sagnum.
No início do século XX, o nome alemão Sagan in Schlesien. também foi usado, e de meados da década de 1930 a 1945 também Sagan am Bober.
Por um curto período após o fim da Segunda Guerra Mundial, o nome histórico de Żegań foi usado. Em 19 de maio de 1946, o nome da cidade foi oficialmente alterado para Żagań. Enquanto isso, depois que Międzylesie foi incorporada a Varsóvia em meados da década de 1950, uma das ruas se chamava Żegańską, que está em vigor até hoje.

## História

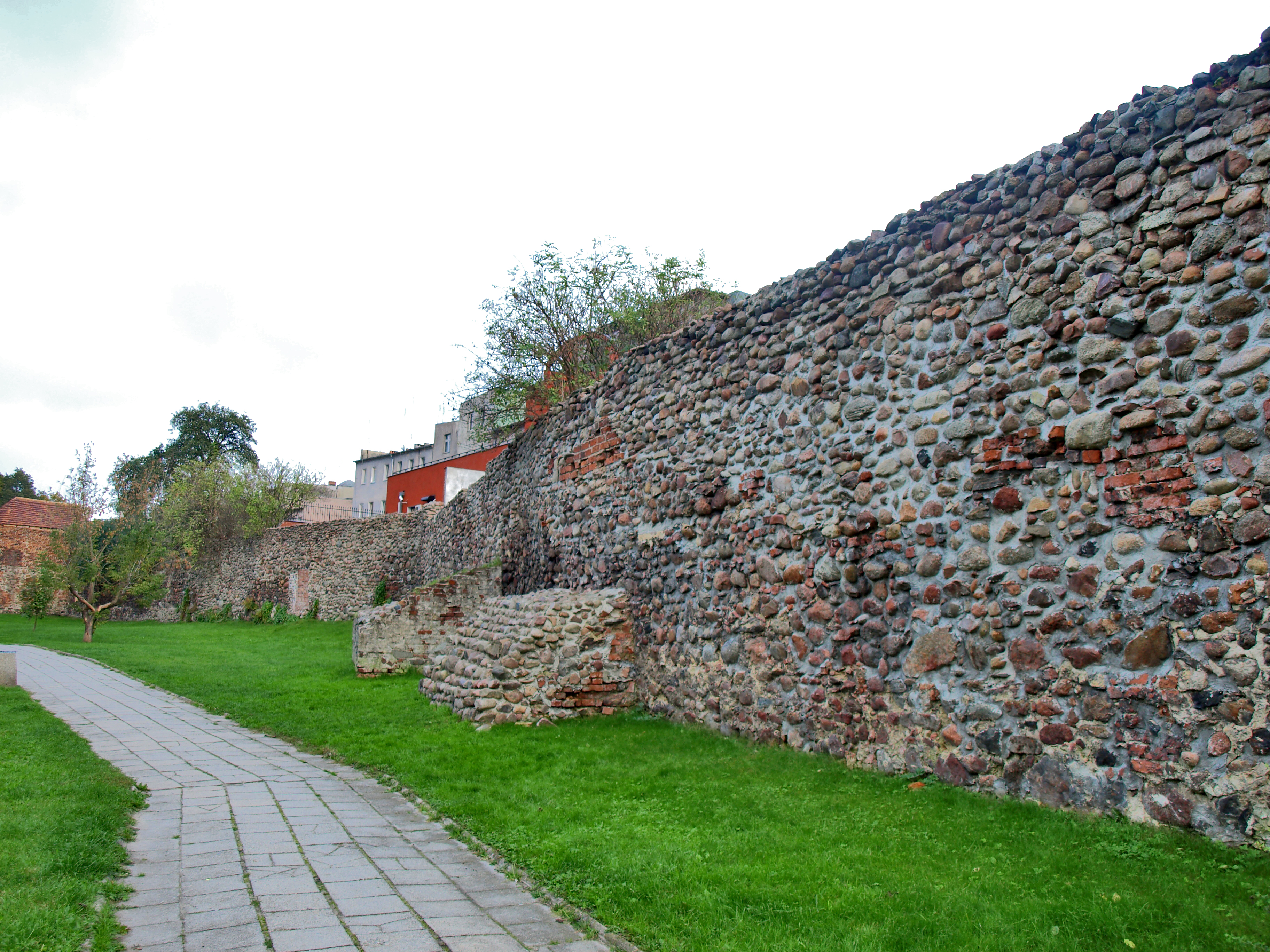
Muralhas da cidade (séculos XIV-XVI)

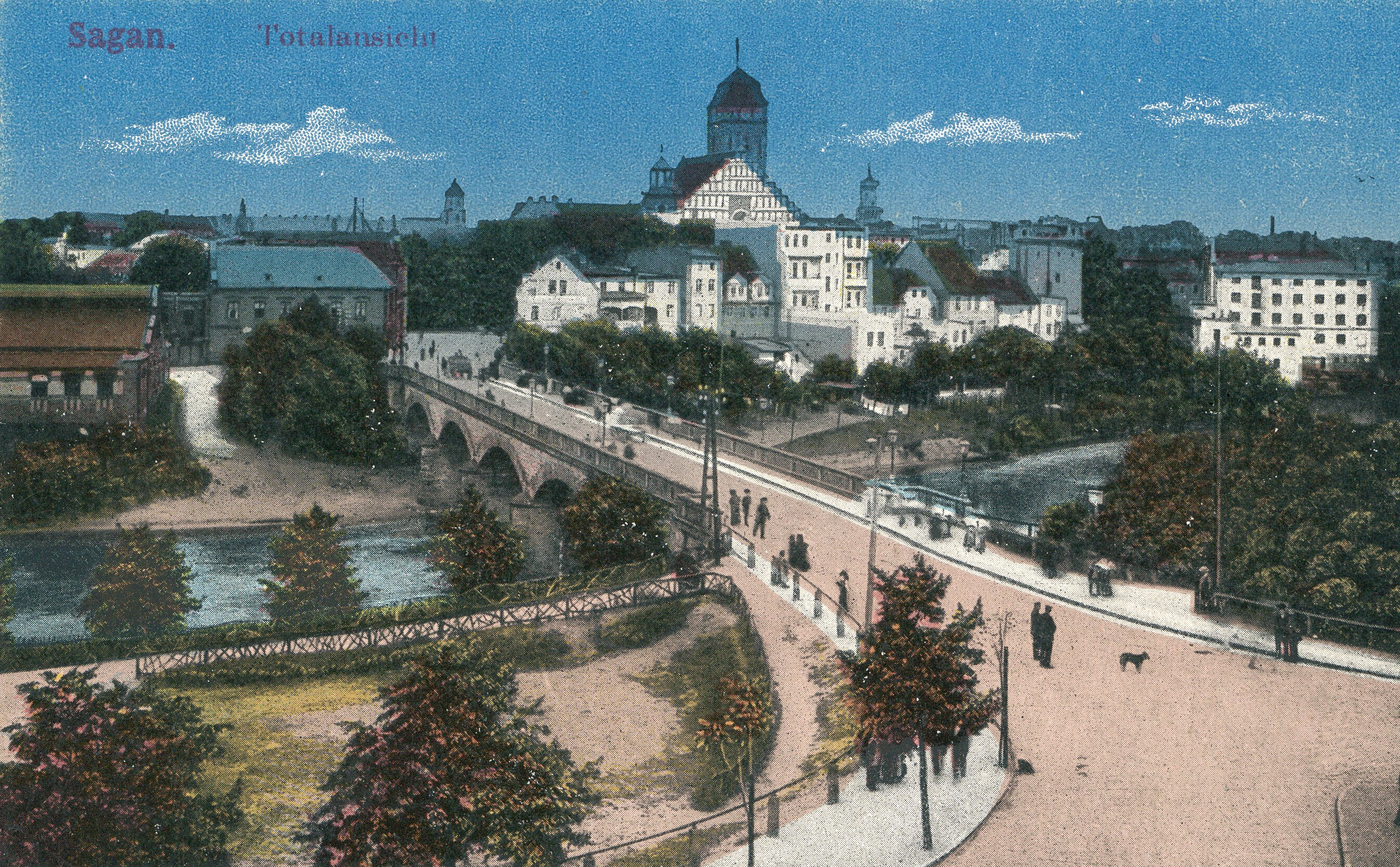
Panorama de Żagań por volta de 1910-1917

Segundo a lenda, Żagań foi fundada por volta de 700 pela princesa eslava Żaganna, que era filha de Wanda e neta do rei Krak. Hoje, uma das principais ruas da cidade leva seu nome.
| 1618 | cerca de 4 000 | 1939       | 22 343 |
| 1660 | cerca de 1 300 | 1945 (VII) | 300    |
| 1756 | 2 860          | 1945 (XII) | 1 776  |
| 1764 | 2 466          | 1950       | 10 340 |
| 1772 | 3 010          | 1960       | 18 100 |
| 1780 | 3 335          | 1972       | 22 000 |
| 1786 | 3 531          | 1980       | 24 271 |
| 1792 | 3 995          | 1993       | 28 162 |
| 1796 | 4 317          | 1996       | 28 467 |
| 1804 | 4 647          | 2000       | 27 774 |
| 1830 | 5 500          | 2001       | 27 741 |
| 1910 | 15 400         | 2004       | 26 665 |

A primeira menção histórica de Żagań como uma fortaleza castelana vem de 23 de maio de 1202. Naquela época, o castelão de Żagań, Stefan (comes Stephanus castellanus meus de Sagan) foi mencionado pela primeira vez como testemunha em um documento emitido por Henrique I, o Barbudo, para o mosteiro em Lubiąż. A fortaleza foi provavelmente construída antes, mas depois de 1155, porque a bula papal emitida na época, listando todos os castelões fronteiriços da Silésia, não inclui Żagań. A localização do reduto não foi estabelecida cientificamente até o momento, mas supõe-se que estivesse localizado no rio Bóbr, cerca de 1,5 km ao norte da cidade fundada posteriormente. posteriormente. É muito provável que estivesse localizado na Colina do Castelo. A fortaleza guardava a travessia por onde passava a Via Baixa, importante rota comercial que liga a Grande Polônia ao sul da Alemanha.
Um assentamento tipo mercantil foi fundado perto da fortaleza, provavelmente já no século XII. Localizava-se na área da atual vila de Stary Żagań, onde uma igreja românica foi preservada até hoje. A localização desfavorável do povoado em relação à principal rota comercial resultou na translocação do mercado, que ocorreu por volta de 1230. O assentamento foi transferido para perto do cruzamento, para o atual centro de Żagań. O novo povoado provavelmente se localizava nas proximidades do atual complexo pós-agostiniano. Seu rápido desenvolvimento significou que a cidade recebeu direitos de cidade do príncipe Conrado I. No entanto, a carta de fundação não foi preservada, portanto, a data exata da concessão do direito de cidade é impossível de determinar, embora tenha ocorrido entre 1248 e 1260. A igreja do hospital erguida ao lado do hospital sob a mesma invocação foi fundada na segunda metade do século XIII no antigo subúrbio de Żagań, ou seja, fora das muralhas da cidade, na atual rua Armii Krajowej. A primeira menção nos documentos data de 1320 sobre o aumento da doação para a igreja pelo duque Henrique IV, o Fiel. O próximo vem de 1349, quando o burguês de Żagań, Peter Unglowbe (ele também era dono das aldeias de Słocina e Podbrzezie Dolne) doou parte da renda da aldeia de Cisów à igreja do hospital do Espírito Santo em Kożuchów. Originalmente era um edifício simples com apenas a nave e a capela-mor. Provavelmente no século XV a igreja foi reconstruída em estilo gótico. A nave recebeu então um novo forro plano e a capela-mor recebeu uma abóbada de rede. Uma pequena sacristia também foi adicionada do norte. Nos anos 1522–1524, foi colocado em uso pelos luteranos. Outra reconstrução foi realizada na segunda metade do século XVII. Nessa época, a igreja foi ampliada para o oeste, e o interior recebeu novos móveis. As aberturas de janelas também vêm desse período. O hospital ficava nos fundos da igreja, e todo o prédio era cercado por um muro com um portão da rua. Em 1830, foram erguidos novos edifícios hospitalares, que foram definitivamente demolidos no século XIX. A última reforma ocorreu no final do século XX, quando as partes inferiores das janelas da nave foram emparedadas e novos alçados foram feitos.
A partir do final do século XIII, Żagań foi a capital do Ducado independente de Żagań, governado pelos Piastas da Silésia até 1472. O primeiro príncipe de Żagań foi Przemko, que ordenou que a cidade fosse ampliada para o leste, e a atual Praça Słowiański foi construída na época. Em 1284 transferiu a Ordem agostiniana de Nowogród Bobrzański para Żagań. Nos anos 1461–1472, João II, o Louco, lutou com seu irmão Baltasar por Żagań, que imediatamente após vencer em 1472 vendeu o Ducado de Żagań aos duques saxões. Durante este período, o principado foi governado por cinco príncipes da família Wettin, o último dos quais, o duque Moritz, em 1549 trocou Żagań por territórios tchecos, entregando-o ao rei Fernando Habsburgo.
Em 1627, o imperador Fernando II Habsburgo vendeu o principado a Albrecht von Wallenstein, comandante de seu exército. Durante seu reinado, a cidade se desenvolveu muito. Albrecht von Wallenstein trouxe para a cidade o grande cientista e astrônomo Johannes Kepler, que realizou observações astronômicas e meteorológicas em Żagań. Graças aos seus esforços, foi inaugurada a primeira tipografia da cidade (1629), e iniciada a reconstrução do castelo medieval em palácio barroco. A tipografia foi aberta pelo genro de Kepler — Jakub Bartsch, que ali publicou as últimas obras de Kepler — em 1630 outro volume de Efemérides, e em 1634 — Somnium. O futuro destino da gráfica é desconhecido. .

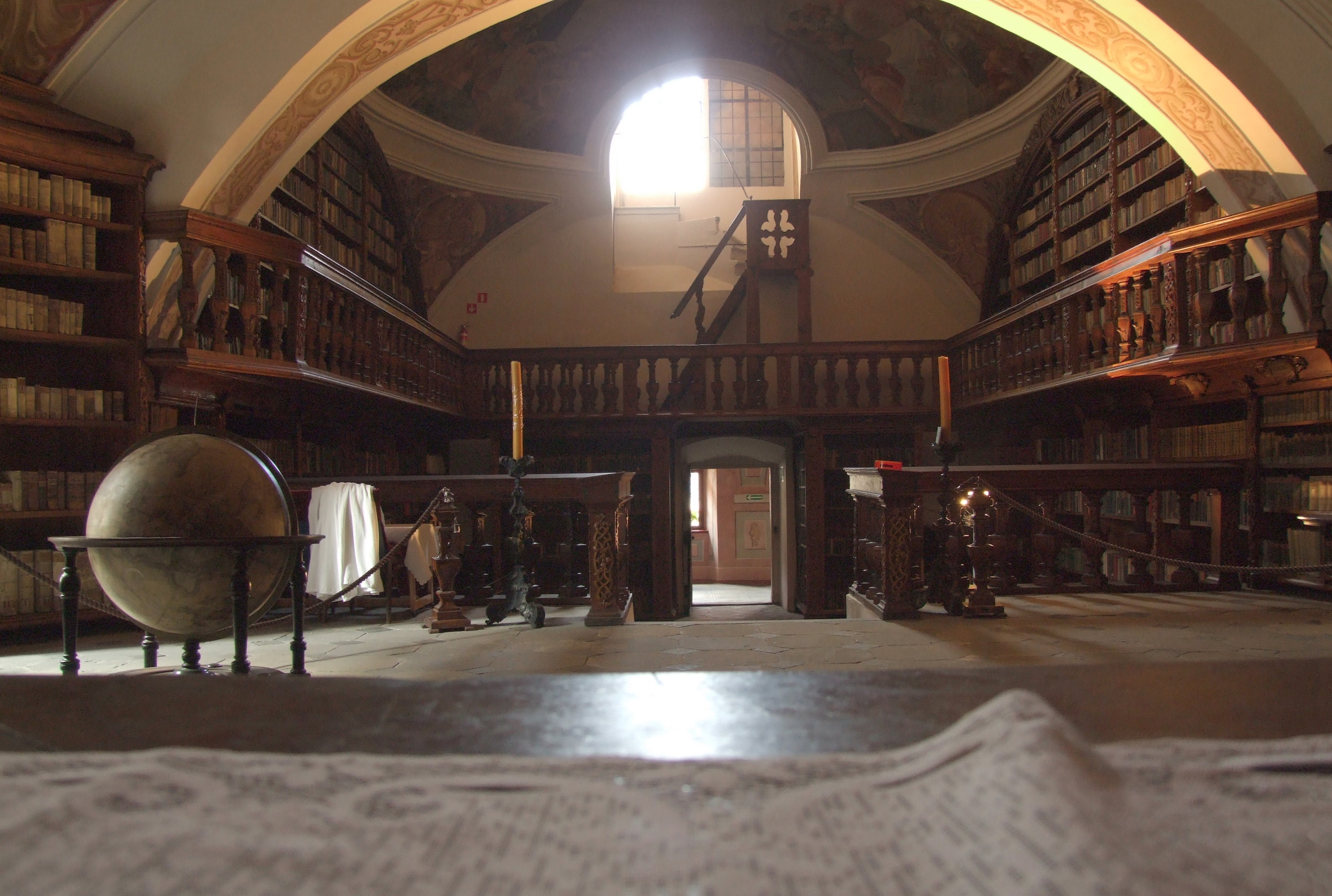
Interior da biblioteca pós-agostiniano

Nos anos 1632–1633, epidemias e numerosos saques causaram estragos e destruição em Żagań e seus arredores. Após a trágica morte de von Wallenstein em 1634, a cidade foi devolvida às mãos dos Habsburgos. A reconstrução da cidade ocorreu durante o reinado do duque Wacław Eusébio Lobkowic, a quem o imperador Fernando III Habsburgo cedeu. Em 1677, ocorreu um grande incêndio na cidade, que consumiu muitas igrejas e edifícios, incluindo a biblioteca do mosteiro agostiniano. Em 1730, um grande incêndio ocorreu novamente, como resultado do qual quase toda a cidade foi destruída. A reconstrução começou nos tempos dos Habsburgos, mas eles lutavam com dificuldades financeiras.
Em 1785, o principado passou para a posse de Peter Biron, duque da Curlândia. Nos anos 1842–1862, durante o reinado da duquesa Dorota de Talleyrand-Périgord, a filha mais nova de Biron, Żagań tornou-se um importante centro de vida cultural e política de importância supra-regional. Pessoas famosas como Franz Liszt, Božena Němcová e Honoré de Balzac ficaram na cidade naquela época. Após a morte da Duquesa Dorota, o Ducado de Żagań passou para as mãos de seu filho Napoleão Ludovico de Valencay e seus herdeiros. Durante a Primeira Guerra Mundial, havia um campo para prisioneiros de guerra russos, e depois de 1919, insurgentes da Grande Polônia e ativistas da independência polonesa foram mantidos aqui. Os descendentes de Biron governaram Żagań até 1935, quando as autoridades da Alemanha Nazista confiscaram o palácio do príncipe e consideraram o próprio príncipe Boson II um inimigo do Estado e o privaram de sua cidadania.
Durante a Segunda Guerra Mundial, Żagań e as cidades vizinhas tornaram-se o local de campos de prisioneiros de guerra. No outono de 1939, os alemães organizaram o Stalag VIII C, cujos primeiros prisioneiros eram poloneses — participantes da Campanha de Setembro, mas depois dezenas de milhares de prisioneiros de várias nacionalidades se encontraram aqui.
O campo de prisioneiros de guerra mais famoso em Żagań foi o Stalag Luft III, destinado aos aviadores aliados, de onde ocorreu a “Grande Fuga” na noite de 24 para 25 de março de 1944. Setenta e seis prisioneiros escaparam então por um túnel no solo, cavado por muitos meses. No final, apenas três fugitivos conseguiram escapar com vida. A grande fuga levou à fúria de Adolf Hitler, que deu a ordem conhecida na história como Sagan-Befehl para matar todos os participantes da fuga.
Em janeiro de 1944 na atual rua Kożuchowska (então em alemão Freistädter Chaussee, ou Freistadt — Kożuchów), um sub-campo do Stalag Luft III — Kriegsgefangenlager der Luftwaffe No. 4 Sagan-Belaria foi criado. Situava-se na periferia nordeste da cidade, perto do Parque Belaria e se estendia em direção à Colina do Castelo (em alemão: Burgberg) com a Torre Bismarck. Foi criado em um antigo campo convertido para prisioneiros de guerra soviéticos (Arbeitskommando Belaria) que costumavam trabalhar, entre outros no aeroporto Sagan Küpper (em alemão: Küpper - Stara Kopernia), agora administrativamente pertencente a Tomaszów perto de Żagań.
Em 16 de fevereiro de 1945, após quatro dias de combates ferozes, as unidades da 117.ª Divisão de Fuzileiros de Guardas Berdyczowska tomaram a parte da margem direita de Żagań. No dia seguinte, as tropas alemãs, em perigo de serem cercadas, retiraram-se da margem esquerda da cidade. Em 18 de fevereiro de 1945, no prédio da rua Keplera 24 (a atual sede do Comando de Recrutamento do Exército — WKU) iniciou seu cargo de Comandante Militar da Cidade de Żagań (em russo: Управление военного коменданта города Заган). Em 10 de maio de 1945, o plenipotenciário do governo para o Distrito 22 (Żagań), Henryk Grabarczyk, chegou à cidade com um grupo organizacional de administração e vinte oficiais da Milícia Cívica (MO) sob o comando do sargento Franciszek Krupnik. Nessa época, iniciou-se o processo de deslocamento da população alemã. Eles foram substituídos por pessoas deslocadas forçadas polonesas das fronteiras orientais e pessoas de várias regiões da Polônia. Começou a trabalhosa reconstrução da cidade, que foi severamente danificada durante a guerra.
Com base no decreto do Comitê Polonês de Libertação Nacional de 31 de agosto de 1944, foram criados locais de isolamento, prisões e centros de trabalho forçado para “criminosos nazistas e traidores da nação polonesa”. O campo de trabalho n.º 205 foi criado pelo Ministério da Segurança Pública da Polônia em Żagań. Em 1967, as autoridades da República Popular da Polônia e da França assinaram acordos sobre o pagamento de indenizações para Żagań no valor de 2,5 milhões de dólares, reembolsados até 1983.

## A guarnição de Żagan
Żagań foi e está associada a uma grande guarnição militar. O exército está estacionado em Żagań continuamente desde a segunda metade do século XIX. Primeiro, foi o exército prussiano, depois o Reichswehr, depois o Wehrmacht. Após a Segunda Guerra Mundial — o Exército Vermelho (até 1993) e o Exército Popular Polonês, e agora as Forças Armadas da República da Polônia e as tropas da OTAN, ou seja, a Brigada Blindada de Combate (em inglês: Armored Brigade Combat Team).

## Monumentos históricos
Estão inscritos no registro provincial de monumentos:

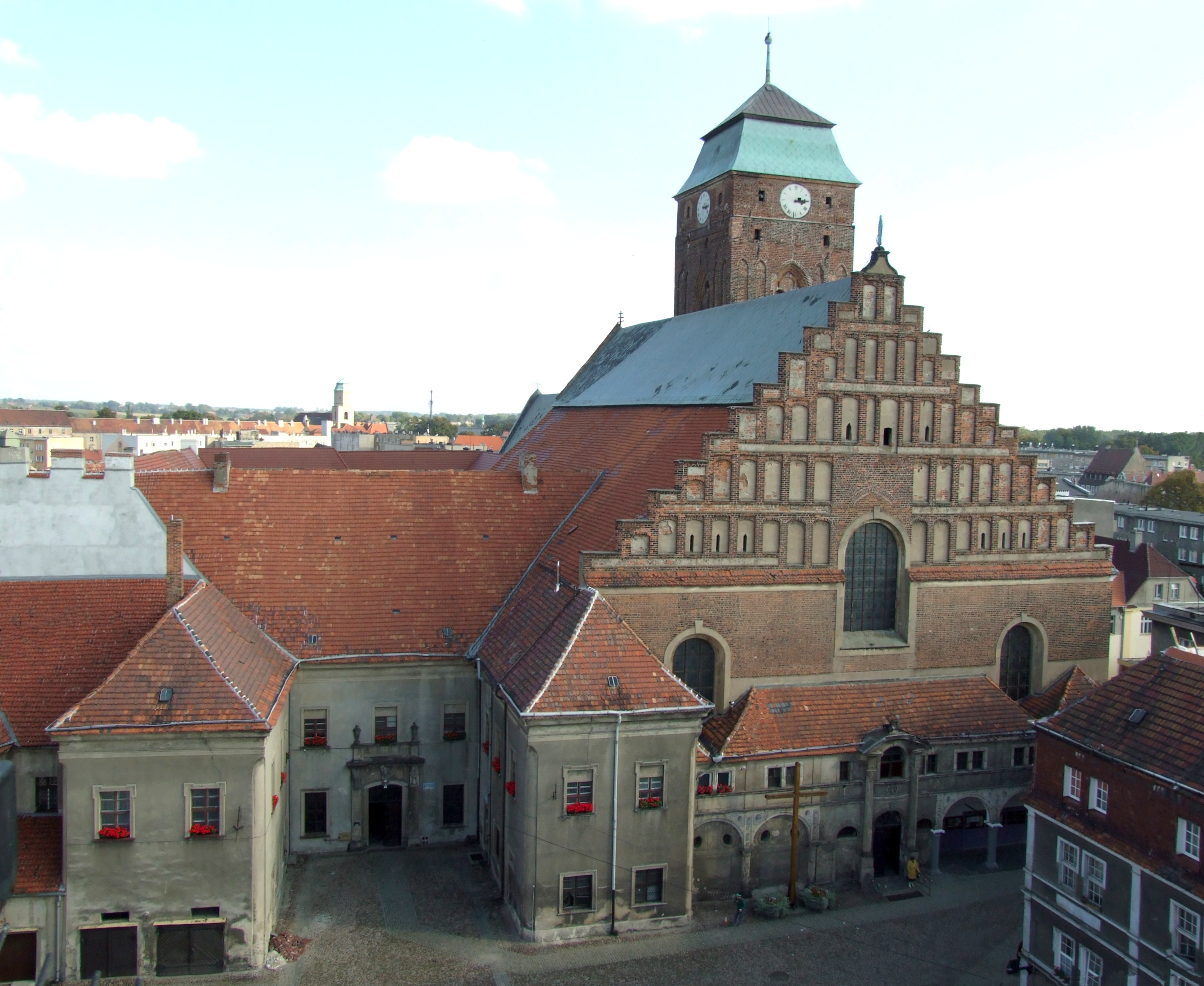
Igreja de Assunção da Bem-Aventurada Virgem Maria (pós-agostiniano)

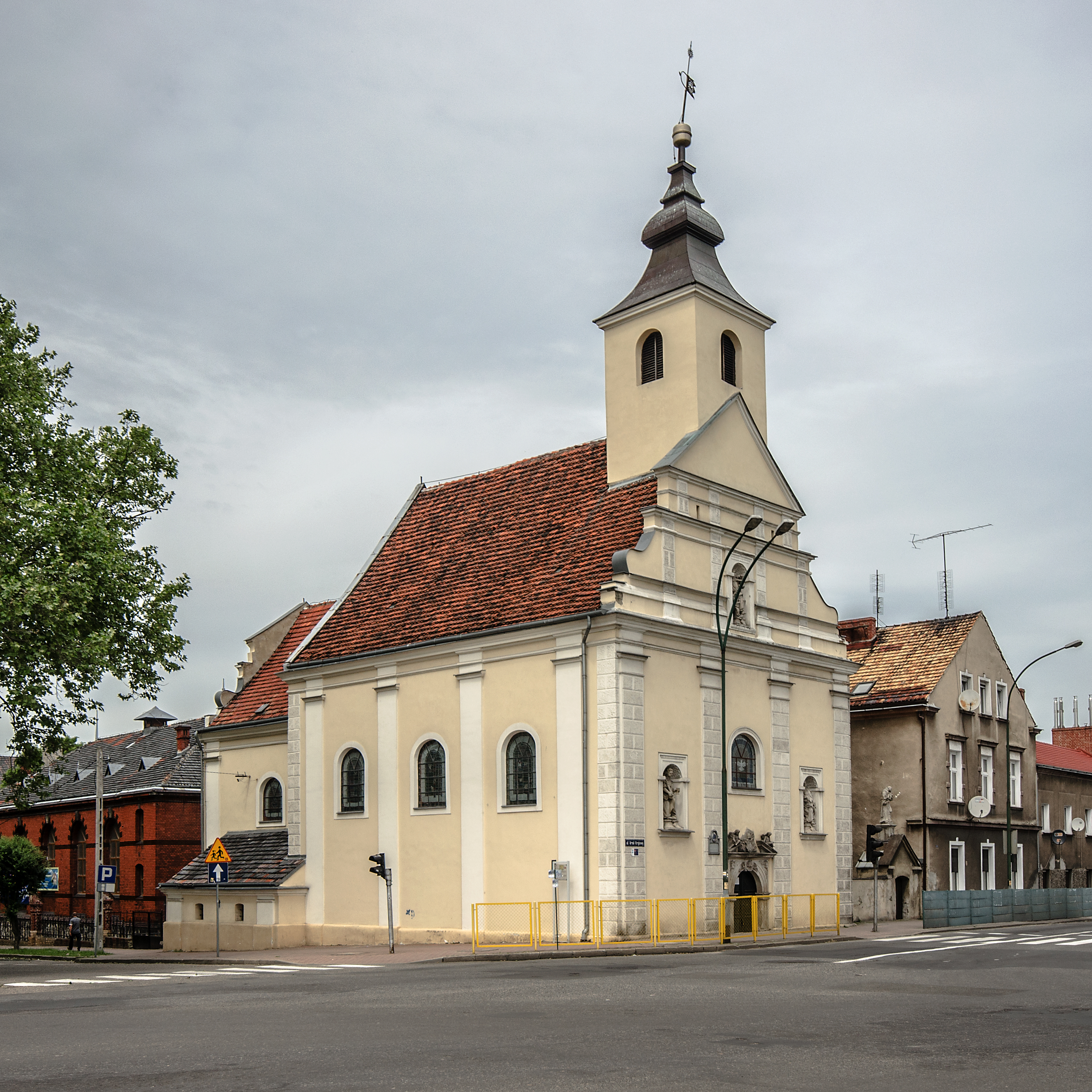
Igreja do Espírito Santo

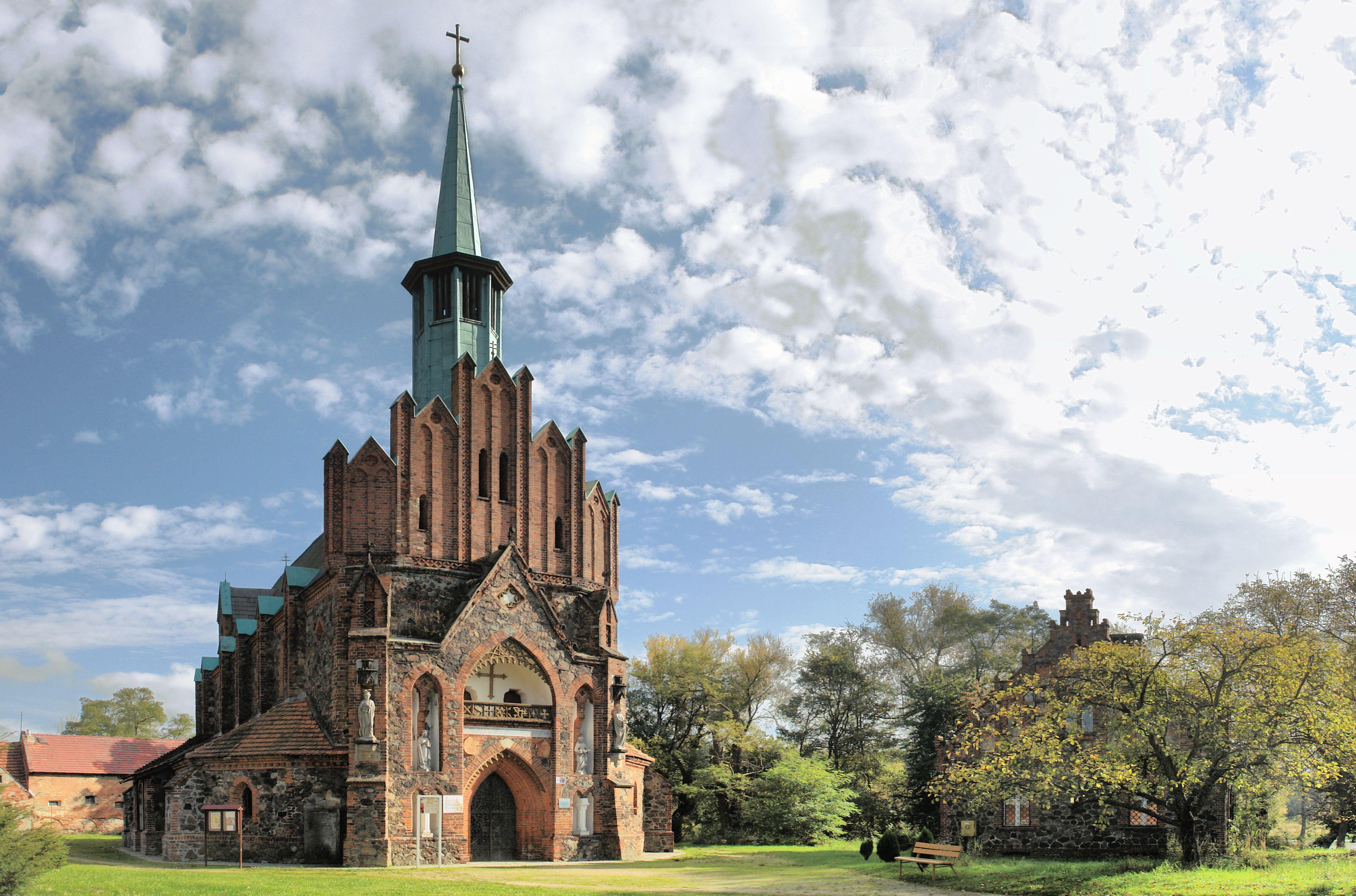
Igreja da Santa Cruz

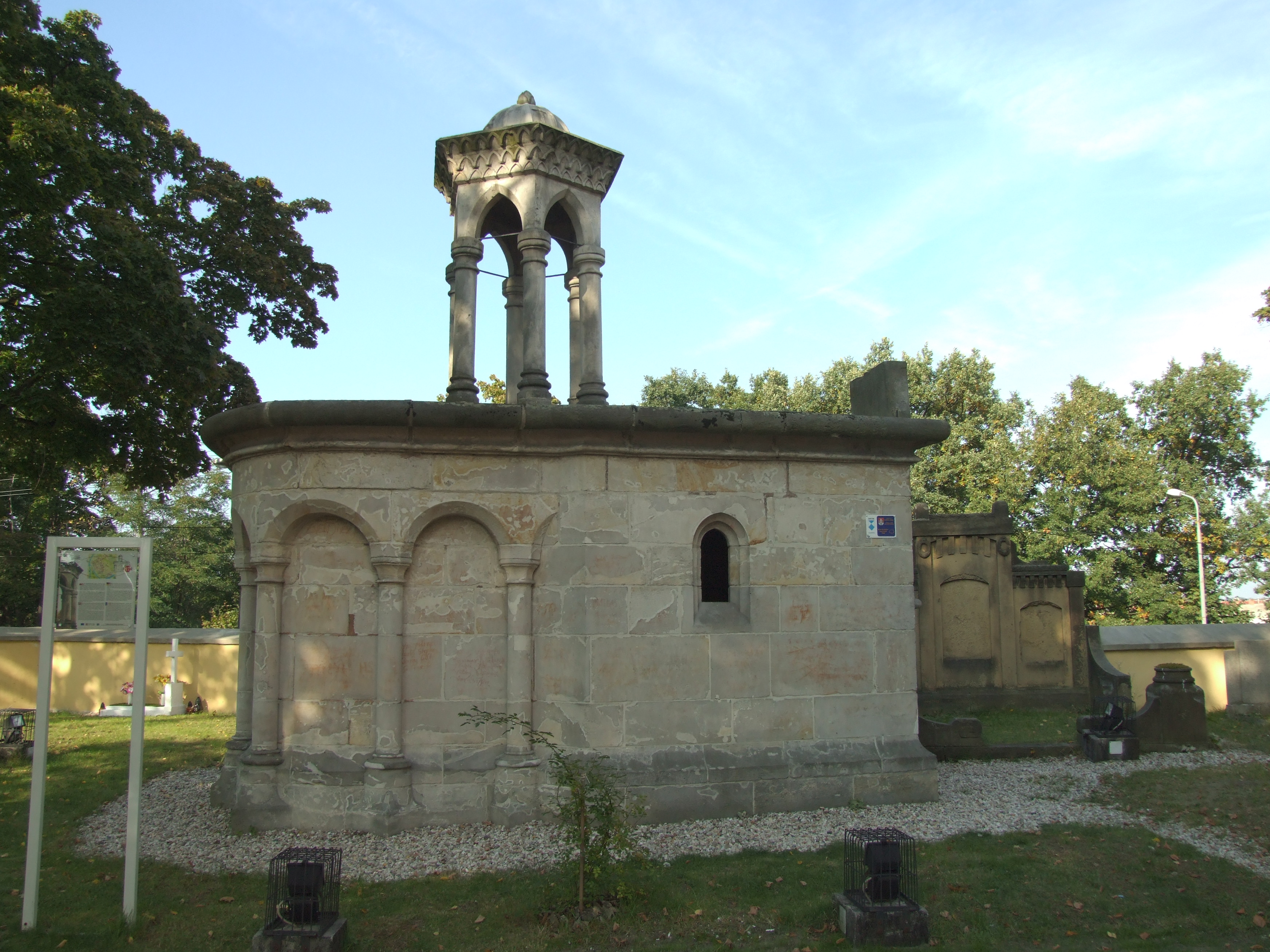
Capela do Túmulo de Cristo — uma cópia da capela em Jerusalém

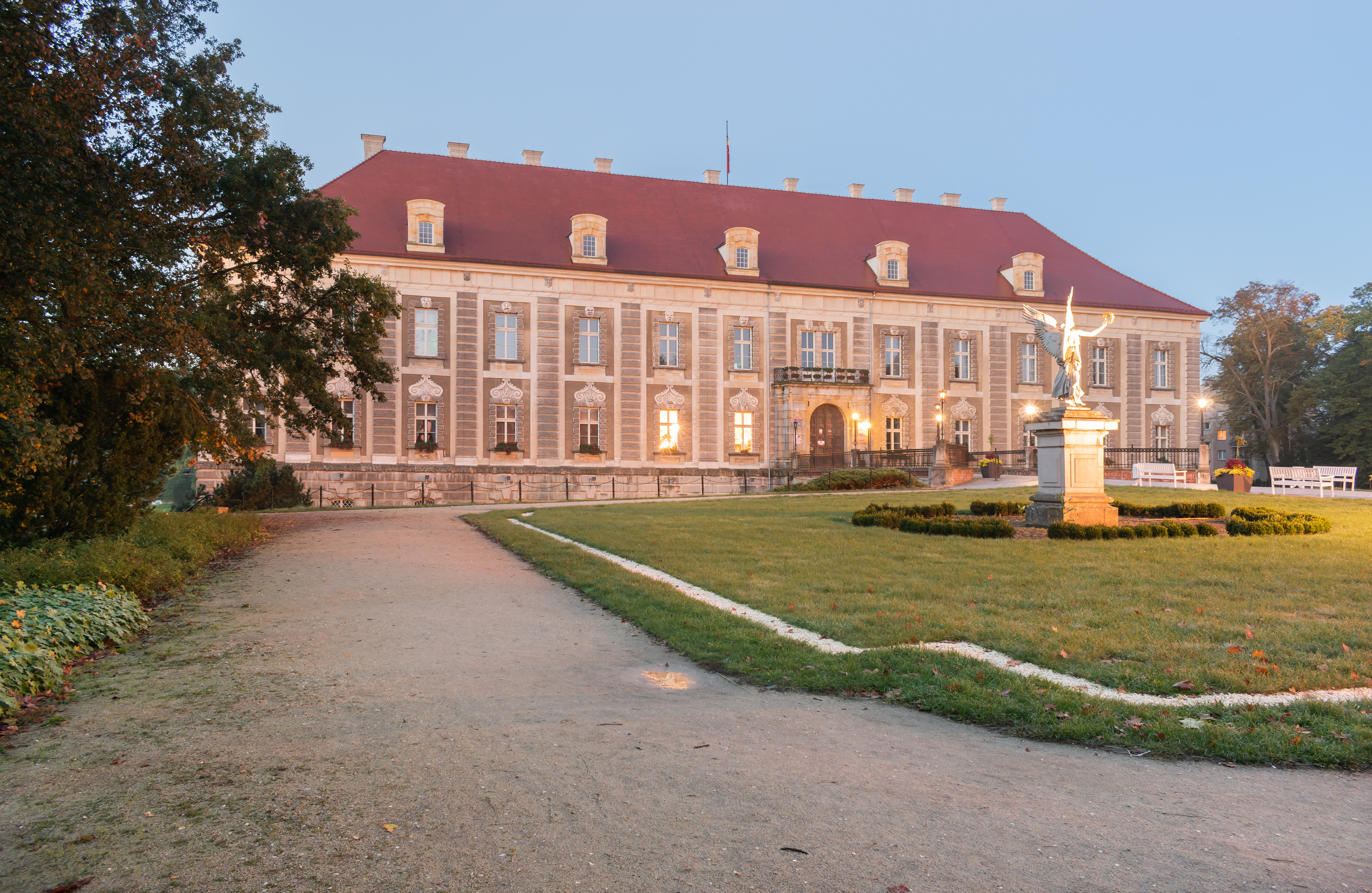
Palácio Ducal

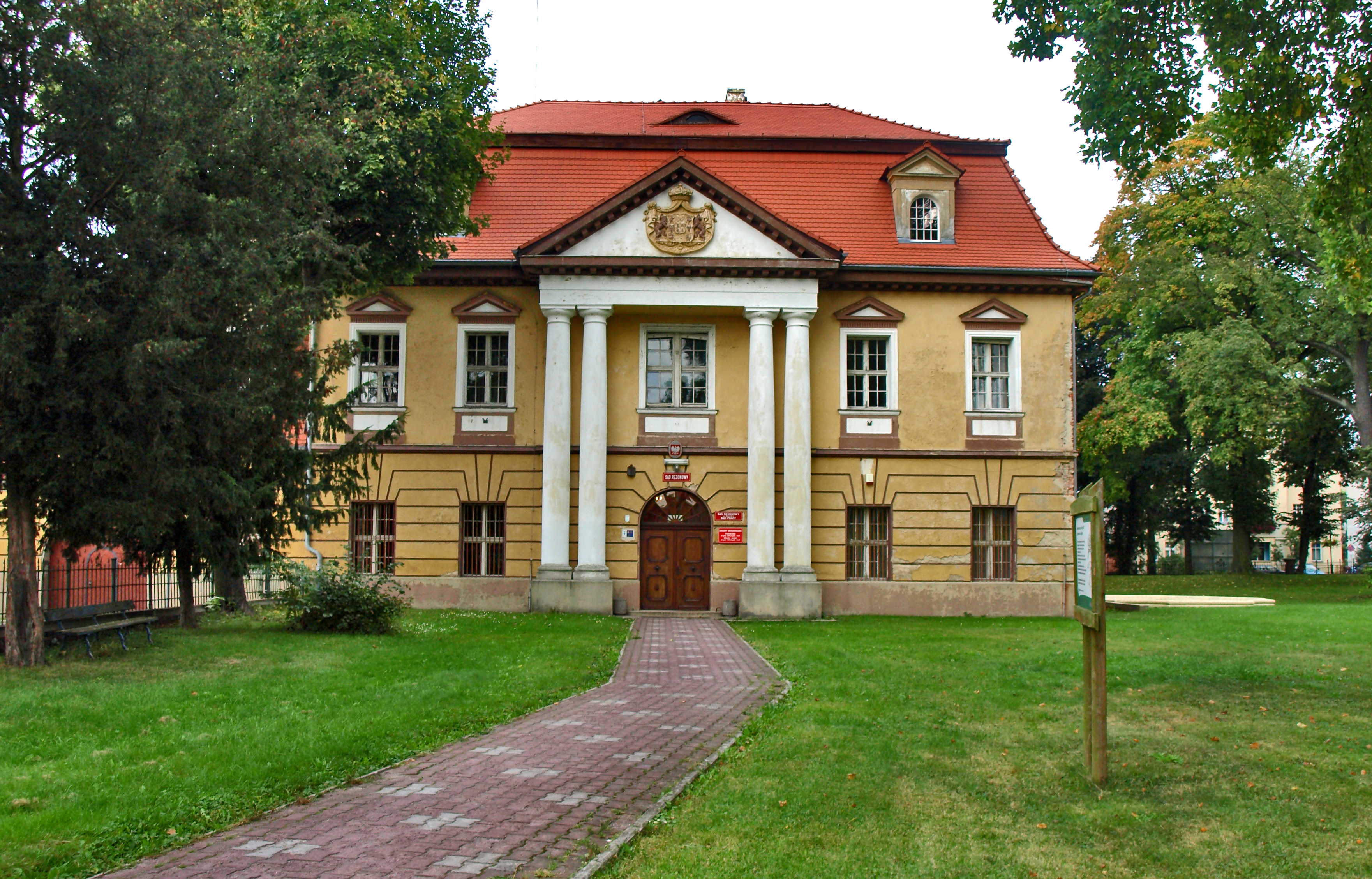
Palácio da câmara ducal, agora um tribunal distrital

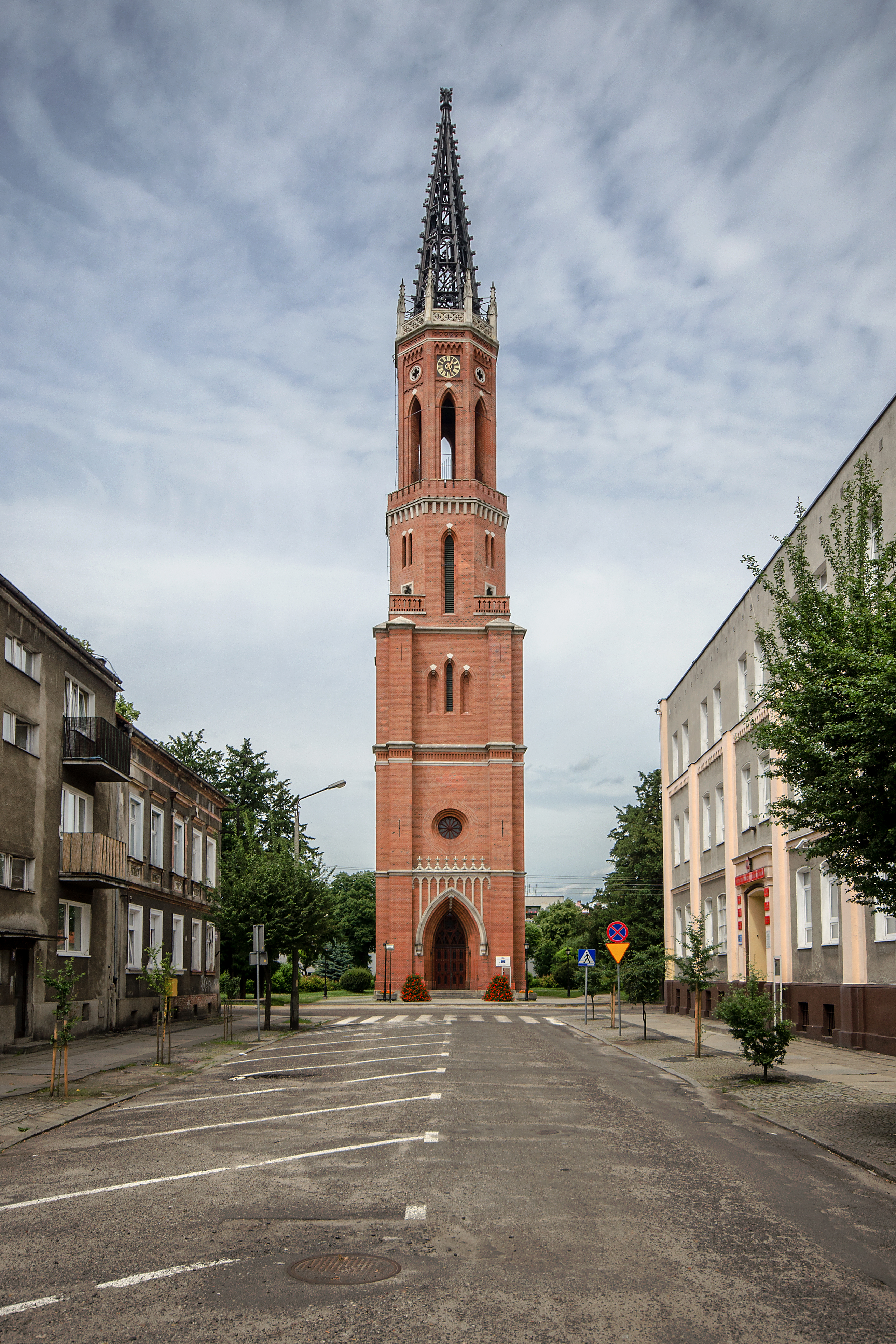
Torre da igreja evangélica

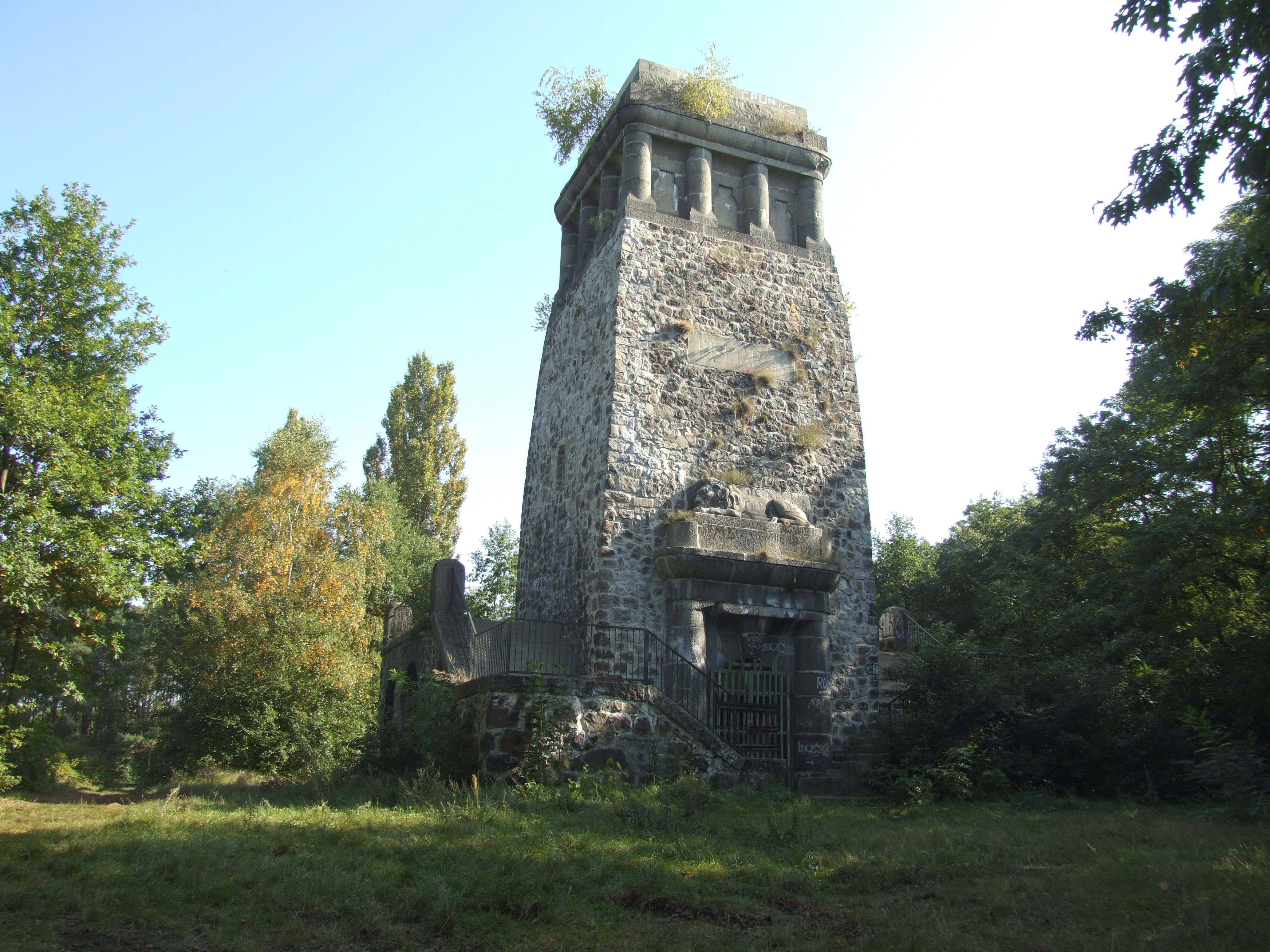
Torre Bismarck em Żagań

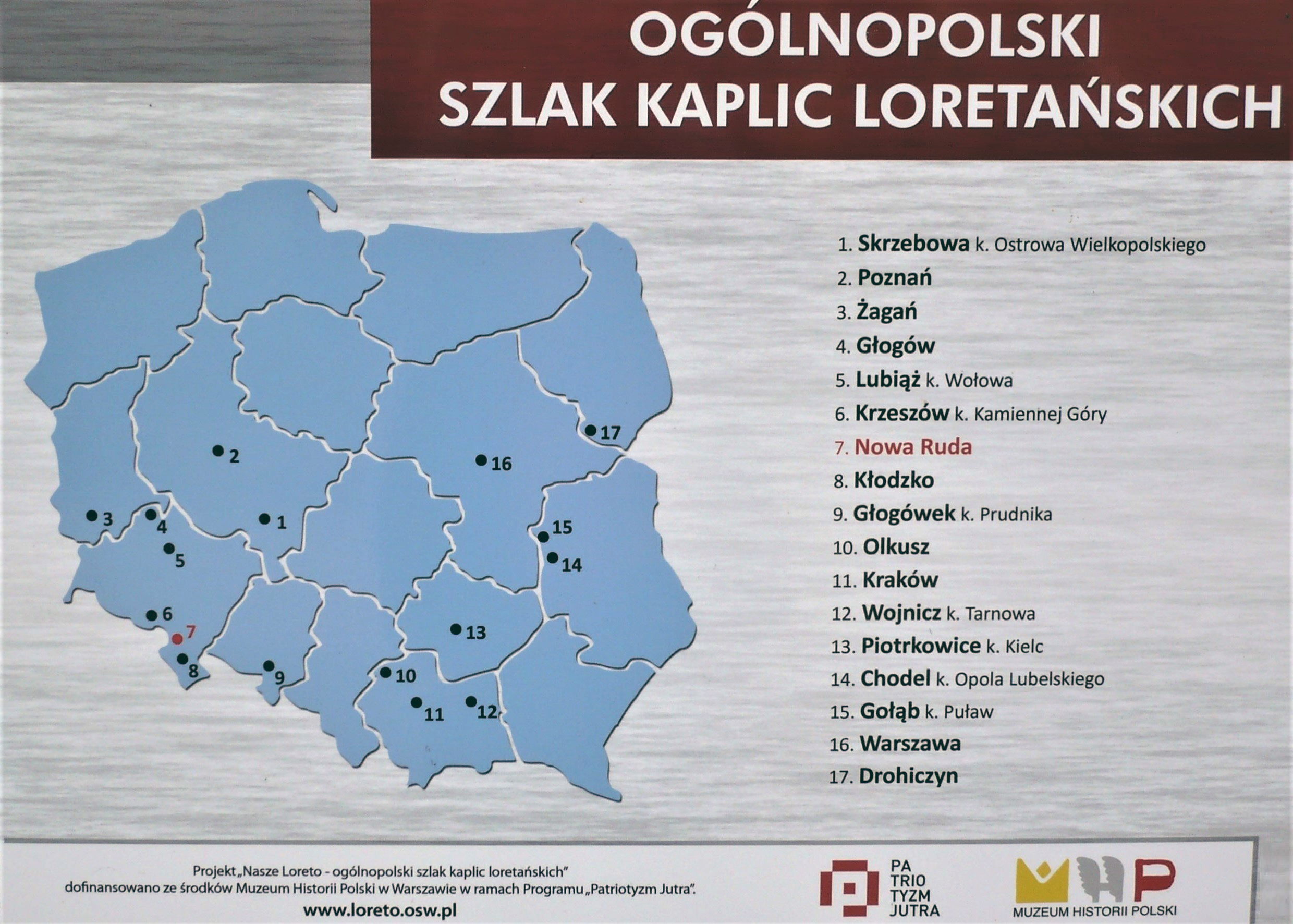
Percurso nacional das capelas do Loreto — placa

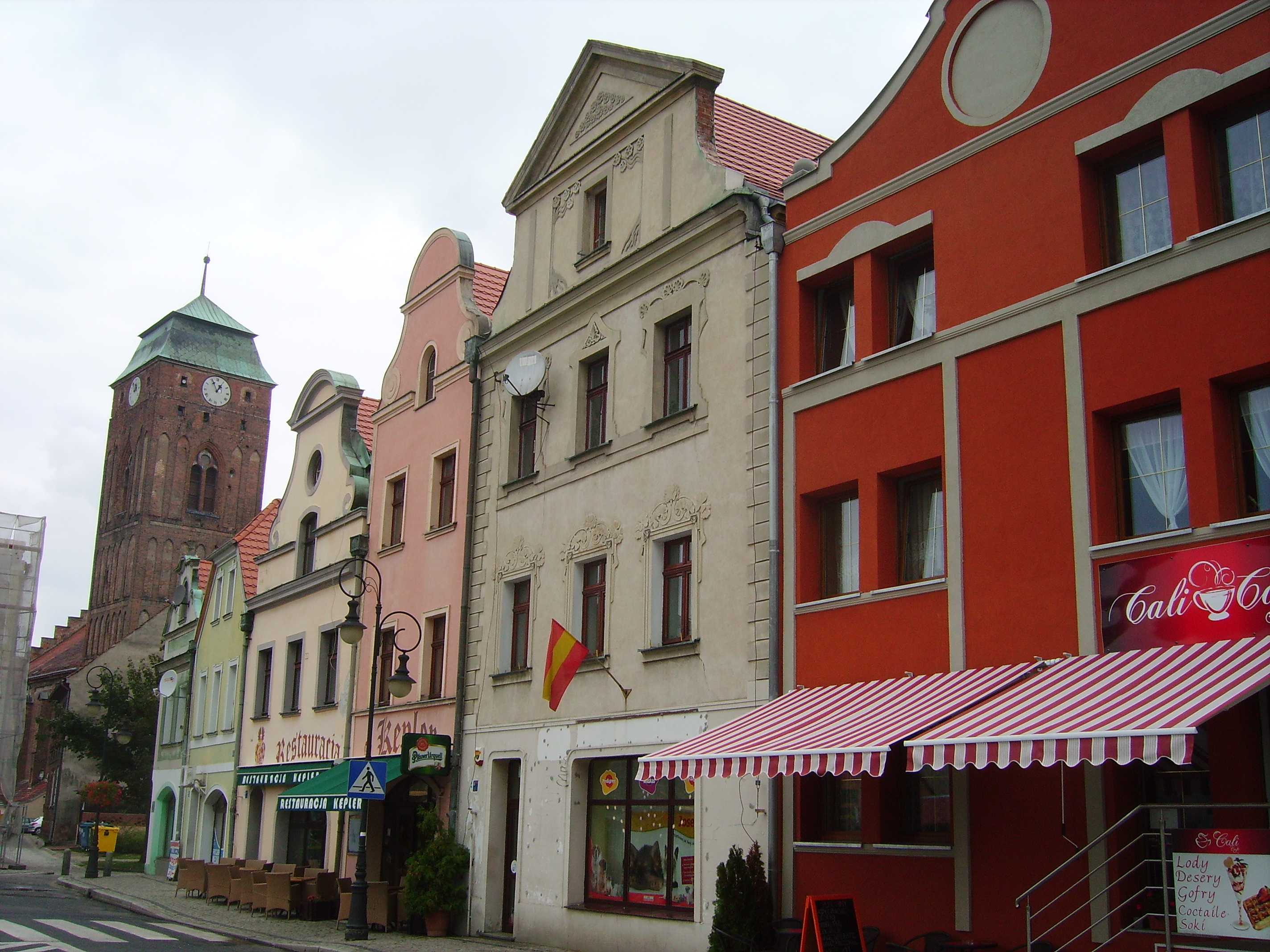
Praça principal, prédios residenciais

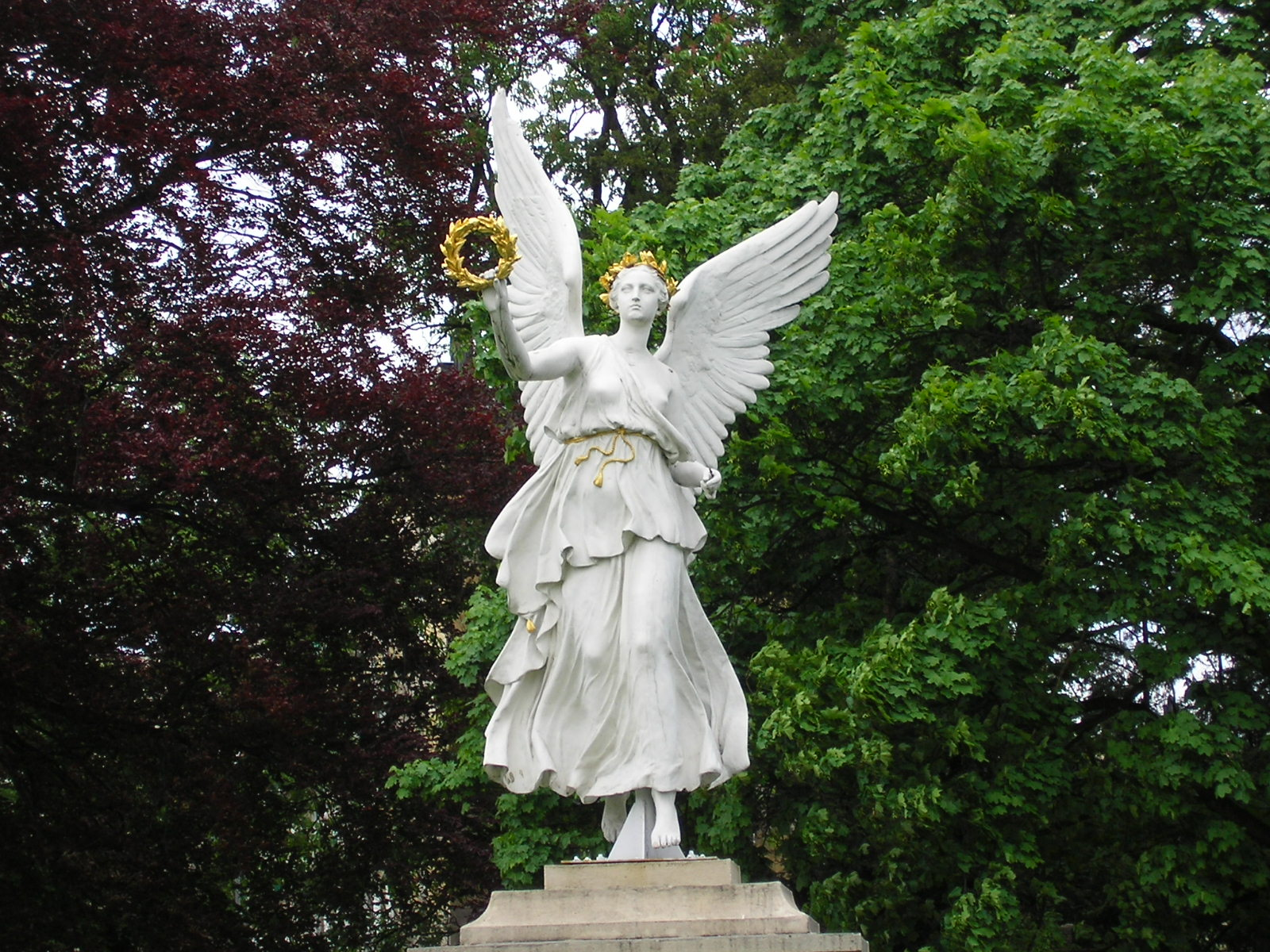
Estátua de Nice no palácio

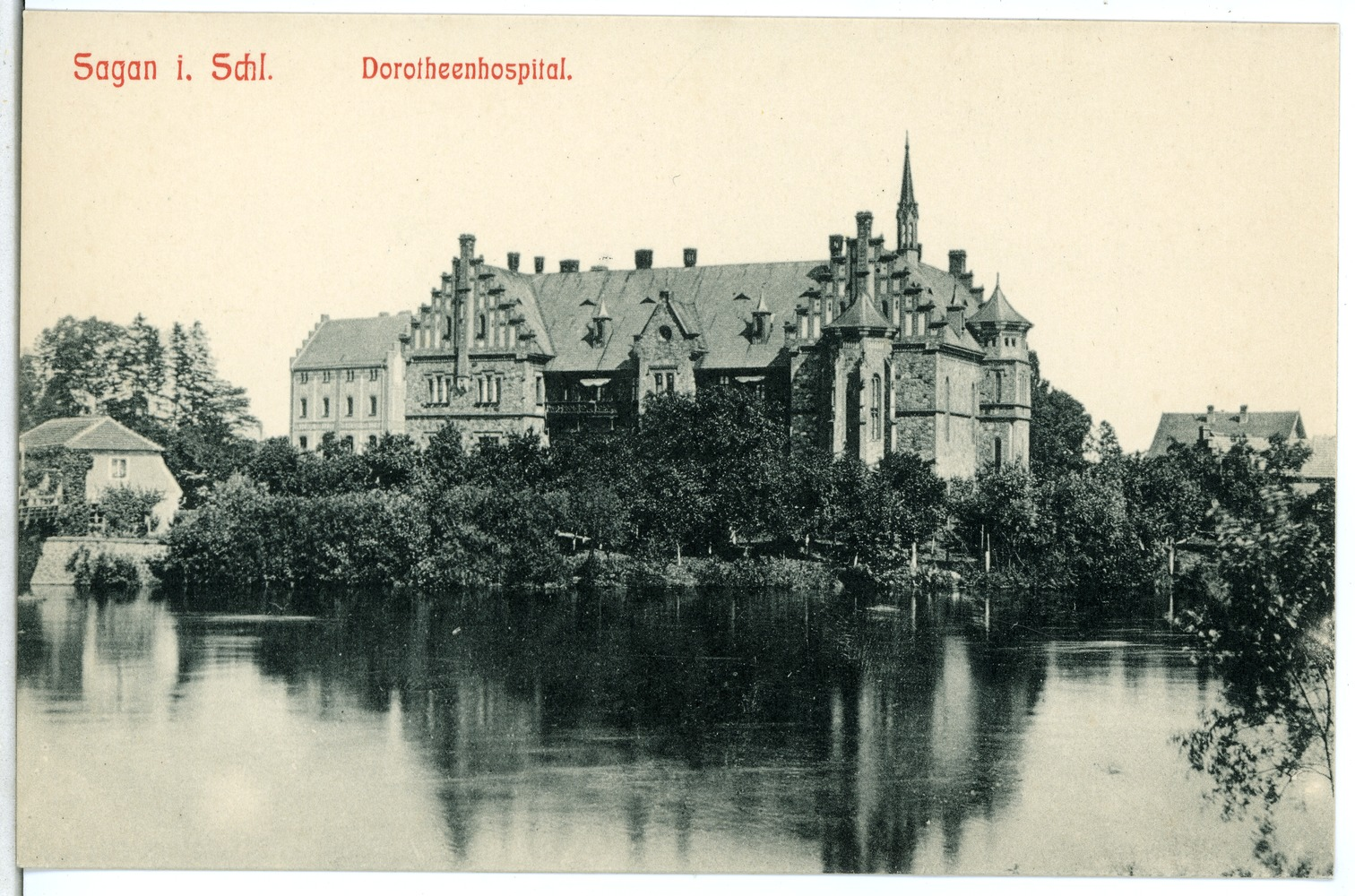
Complexo hospitalar dedicado à Santa Doroteia em 1906

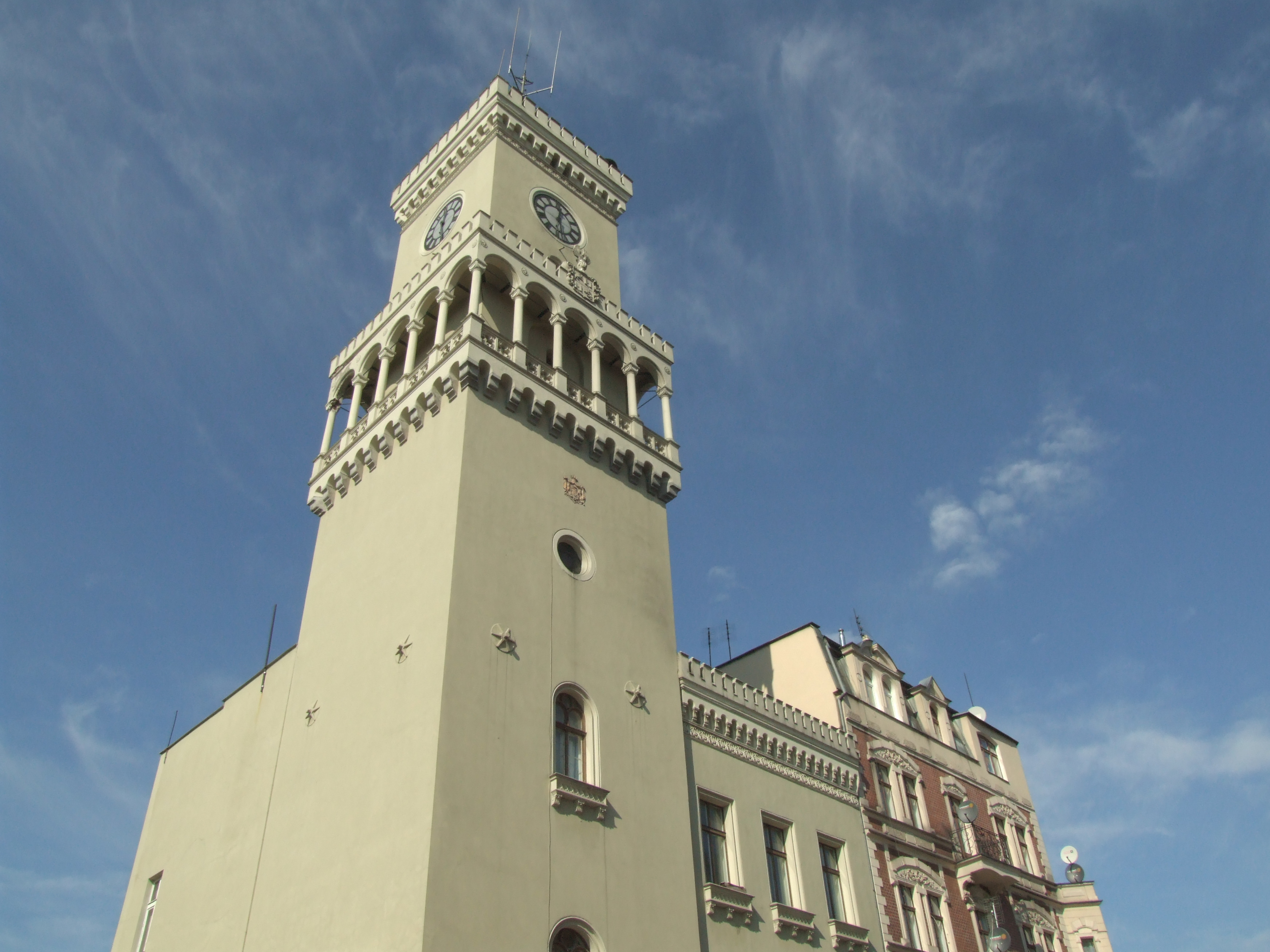
Torre da Prefeitura

- Cidade, do século XVI, século XVIII
- Igreja filial dedicada ao Espírito Santo, barroco tardio, construída em 1701–1702, torre adicionada em 1785, também mobiliário barroco tardio, rua Armii Krajowej
- Igreja do hospital, hoje igreja paroquial da Santa Cruz, erguida pela fundação da duquesa Dorota de Talleyrand-Périgord em 1848 segundo um projeto de Leonard Schatzeberg, usando as relíquias de uma capela gótica. O interior com rica carpintaria, equipamentos escultóricos e de ferreiro (barras) tem um caráter neogótico uniforme com grande valor artístico. Membros católicos da família principesca foram enterrados na igreja: Princesa Katarzyna Wilhelmina, Dorota Talleyrand e seu filho Ludwik Napoleon, rua Szpitalna
- Igreja — cemitério da Visitação da Virgem Maria, de madeira, construída em 1404, tijolo em 1484, reconstruída com a adição de uma capela nos séculos XVII-XVIII. Na sua forma atual é barroco com algumas características góticas. Existem três altares barrocos no interior tardo-renascentista, rua Podgorna 16:
  - Cemitério junto à igreja desde 1539: uma capela, agora necrotério desde 1691; a capela da “Unção” de 1691; duas portas, século XVII/XVIII; o mausoléu da duquesa de Żagań, Rachel de Talleyrand-Prigord, de 1895; Capela do Santo Sepulcro rua Żarska, construída após 1598 por iniciativa do abade do convento agostiniano em Żagań — Jakub II. O edifício é uma cópia exata da Basílica do Santo Sepulcro em Jerusalém; antiga capela luterana, atualmente uma igreja polaco-católica, a igreja paroquial da Exaltação da Santa Cruz, rua Wojska Polskiego de 1902
- Complexo do mosteiro pós-agostiniano dos séculos XIV-XVIII, composto por uma igreja paroquial, um antigo mosteiro e internato e um celeiro do mosteiro, está localizado na parte noroeste da cidade velha. Em 28 de fevereiro de 2011, foi reconhecido como monumento histórico,[47] praça Klasztorny:
  - Atualmente a igreja paroquial da Assunção da Bem-Aventurada Virgem Maria; confirmado por fontes em 1272, é provavelmente de origem anterior. O projeto e a forma do edifício do século XIII são desconhecidos. Na segunda metade do século XIV, os monges construíram uma basílica de três naves. Após incêndios em 1472 e 1486, a igreja foi reconstruída em estrutura de salão. Uma grande reconstrução ocorreu em 1515, quando uma nova torre e uma grande empena ocidental foram erguidas, e a nave central foi levantada. Em 1602, uma lógia de dois andares foi adicionada ao oeste. Após um incêndio em 1730, o interior reconstruído recebeu um rico estuque e decoração escultórica efetuada por Jan Urbański e Jan Haberl de Breslávia. As janelas também foram decoradas em estilo barroco. Apesar das reconstruções, a arquitetura exterior manteve seu caráter gótico. A lógia é renascentista. O desenho dos interiores barroco. As bancas de 1695, o sarcófago gótico do Príncipe de Głogów e Żagań, Henrique IV, o Fiel, e o altar do século XVI da Santíssima Trindade
  - Antigo mosteiro agostiniano, agora uma reitoria e escritórios paroquiais. Os agostinhos, trazidos de Nowogród Bobrzański em 1284 por Przemek Ścinawski, ocuparam inicialmente o presbitério. Em 1285, o príncipe Conrado II, o Corcunda, entregou-lhes o castelo, que eles expandiram em meados do século XIV, e também ergueram um palácio da abadia. Nos séculos seguintes, o mosteiro foi reconstruído várias vezes. Após um incêndio em 1730, foi transformado no estilo barroco e ampliado. Apenas alguns dos quartos da ala leste mantiveram seu caráter gótico. O edifício de dois andares é feito de tijolos. Além das celas originais dos irmãos e da casa capitular, abriga a capela de Santa Ana com abóbadas góticas e uma biblioteca do mosteiro com decorações do século XVIII, uma coleção de gravuras antigas e dois globos do século XVII. As abóbadas da biblioteca são decoradas com afrescos de 1736 de Georg Wilhelm Neunhertz
  - Antigo internato, edifício residencial e agrícola, barroco tardio, do século XV, reconstruído nos anos 1740–1758 no local dos edifícios da quinta do mosteiro e da escola do noviciado — então designado para tribunal e prisão. Nos anos 1972–1975 foi reconstruído e convertido em um hotel turístico
  - Antigo celeiro de mosteiro gótico tardio dos finais do século XV, parcialmente transformado nos séculos XIX e XX. Construído em tijolo, o alçado frontal é dividido por janelas estreitas de arco pontiagudo. Em 1978, começou a adaptação para os fundos da “Casa do Turista”
  - Complexo do mosteiro, pós-franciscano, com as ruínas do mosteiro franciscano do século XIII, século XIV, século XVI-XIX. Os franciscanos foram trazidos para Żagań em 1272 pelo príncipe Conrado II, o Corcunda, que construiu para eles um mosteiro e uma igreja fora dos muros da cidade — no subúrbio oriental.[48] Os evangélicos tomaram conta da igreja, abandonada durante a Reforma Protestante. Em 1633, o templo passou para as mãos dos jesuítas, que construíram um magnífico colégio no local do mosteiro, rua Gimnazjalna:
  - Igreja de São Pedro e São Paulo, fundada por Conrado II, o Corcunda, em 1293. As paredes da nave e do presbitério datam desse período. No século XV, foi acrescentada uma capela. Após um incêndio em 1486, a reconstrução durou até o início do século XVI, quando foi instalada uma abóbada de diamantes. A torre foi reconstruída pelos evangélicos em 1604. Outras reformas e reconstruções ocorreram nos anos 1696–1752 e no final do século XVIII, quando a fachada da torre foi transformada no estilo clássico. Apesar das transformações, a igreja manteve seu caráter gótico. Mobiliário interior barroco de cerca de 1730, praça Słowiański
  - Antigo colégio jesuíta, o primeiro edifício do colégio, erguido em 1655, foi destruído pelo fogo após 13 anos. Em seu lugar, foi reconstruída a ala sul do atual complexo barroco. O criador foi o arquiteto da corte da família Lobkowitz, o construtor do castelo — Antonio della Porta. Em 1733, o colégio foi ampliado por uma sala de reuniões, e na segunda metade do século XVIII por uma parte norte de três alas. Após a dissolução da ordem jesuíta e a venda dos seus bens em 1787, a parte sul foi destinada a uma escola, e a parte norte (após grande reconstrução e elevação) à sede da polícia e prisão. De 1945 a 2009, a Sede da Polícia esteve localizada na parte norte (agora foi transferida para a rua Nowogródzka). Antigamente, também ficava sediada a Procuradoria Distrital, transferida para outro local. A ala sul foi adaptada em 1963–1965 para efeitos do Complexo Escolar Têxtil e Comercial, anteriormente Complexo Escolar Têxtil, rua Gimnazjalna 13
- Torre da igreja evangélica, a igreja evangélica original foi construída em 1709. A igreja de tijolos erguida em seu lugar na segunda metade do século XIX, chamada de igreja da Graça, foi demolida em 1966. Até hoje, uma torre de tijolos de 84 metros com um topo de ferro fundido sobreviveu, uma torre ao ar livre construída nos anos 1843–1846. Membros protestantes da família principesca (Piotr Biron e sua esposa Anna Dorota, as filhas do príncipe: Joanna e Paulina e seu sobrinho Piotr Gustaw Biron) encontraram seu lugar de descanso na cripta. Em 2 de novembro de 2004, a torre, após uma reforma que durou vários anos, foi colocada à disposição dos visitantes, praça Królowej Jadwigi
- Complexo do cemitério, rua Kożuchowska do século XIX
- Muralhas da cidade — defensivas, fragmentos dos séculos XIV a XVI; Żagań foi cercada por muralhas e um fosso no início do século XIV. Nos séculos XVIII e XIX, as muralhas e os portões caíram em ruínas e foram parcialmente demolidas. Os fragmentos preservados até hoje estão situados ao longo da rua Wałowa, rua Jana Keplera, nas paredes de edifícios pós-agostinianos e na rua Rybacka. Esta seção sobreviveu com a torre, nos anos 1970–1971 foi preservada e exposta
- Complexo do castelo, rua Szprotawska 4:
  - Palácio — complexo palaciano barroco da família Lobkowitz, de 1631–1633, 1670–1686, século XVIII, século XIX; atualmente Palácio da Cultura de Żagań, situado na periferia sudeste da cidade, no local de um castelo medieval, localizado cerca de 3 metros abaixo do palácio. Em 1627, o Ducado de Żagań foi comprado pelo então comandante do exército austríaco, o príncipe Albrecht von Wallenstein. Por sua iniciativa, por volta de 1630, no local do castelo em Żagań, foi iniciada a construção de um palácio segundo o projeto do arquiteto italiano Vincentio Boccacci — uma residência defensiva do tipo renascentista. A trágica morte do príncipe fez com que a construção fosse suspensa por muito tempo. Foi retomada por Wacław Lobkowic, que adquiriu o principado em 1646. As obras de construção foram iniciadas em 1670 conforme o projeto do arquiteto italiano Antonio della Porta. O edifício erguido refere-se claramente ao palácio em Roudnice nad Labem (a cidade natal de Lobkowic) — obra do mesmo arquiteto de 1684. O ritmo lento de construção mudou quando o principado foi comprado em 1786 por Piotr Biron, duque da Curlândia. Nos anos 1792–1796 os interiores foram reconstruídos e completamente renovados conforme o arquiteto Christian Schultze. Em 1802, as pontes anteriormente de madeira foram substituídas por outras de tijolo. Em 1842, o principado tornou-se propriedade de Dorota de Talleyrand-Périgord. A mansão Żagań tornou-se então uma das mais famosas da Europa. Nos anos 1845–1855, muitas obras de modernização foram realizadas. O parque do castelo, muito ampliado, recebeu um novo visual romântico, projetado por Oskar Teichert. A aparência atual do palácio foi moldada no período barroco. Como resultado, foi criado um objeto único, sem equivalente polonês na arquitetura, com um desenho espacial que combina características típicas dos palácios barrocos franceses, uma ala de tela e o pátio italiano voltado para o parque
  - Capela do castelo (Loreto) construída em 1768/1769 por Ferdinand Philip Joseph Lobkowicz (inexistente)[49]
  - Orangerie com rampas de meados do século XIX, na rua Szprotawska
  - Parque geométrico dos séculos XVII-XX, com uma área total de 77,49 ha — criado no século XVII, significativamente transformado durante o reinado de Dorota de Talleyrand-Périgord. O rio Bóbr que o atravessa naturalmente dividia-o em três partes: o parque da frente (o palácio, 15 ha. + 1,8 ha. hospital e complexo da igreja) — atualmente relativamente o mais bem conservado, o parque do meio (casa do faisão) — situado entre os dois braços do Bóbr, e o parque superior situado entre o fluxo do rio, Osiedle Moczyń, e a estação ferroviária (a área total da casa do faisão e do parque superior é de 60,69 ha.). O estande localizado no parque é composto por cerca de 50 espécies de árvores e arbustos. Os mais numerosos são: teixo (19%), tília-de-folhas-pequenas (16%), bétula (Carpinus betulus) (10%), carvalho-roble (9%) e acácia-bastarda (7%). Entre os exemplares que ocorrem em número único, destacam-se os plátanos, as faias-vermelhas, a tuia-canadense (Tsuga canadensis), o pinheiro-branco, o pinheiro-larício, a tulipa e a árvore-do-céu.
- Prefeitura, do século XIX
- Casas, rua Józefa Piłsudskiego 21 do século XVIII, / praça principal 17 dos séculos XIV-XIX,
- Casa, rua Ratuszowa 21 (anteriormente 2 Armii Wojska Polskiego) não existente
- Casas, rua Bracka 11, 12, 18, 25, não existentes
- Casa, rua Cmentarna 4, século XVIII
- Casa, rua Dąbrowskiego 3, século XVIII
- Casa e jardim, rua Dworcowa 30, do século XIX
- Casas, rua Gimnazjalna (antiga Wasilewska) 1, 3 não existente, 4, do século XVIII, século XIX
- Casas, rua Keplera 22, 38, 39, 40, 41, 44, 61 não existente, desde o século XVIII, o século XIX
- Casa, praça Klasztorny 5, do século XVIII
- Casa, rua Libelta 13, não existente
- Casas, rua Parkowa 6, 7, 15, 23, dos séculos XVIII e XIX
- Casa, rua Pomorska 1, de 1894
- Casas geminadas na praça principal: 7, 8, 9, 10; casas: praça principal 11, 27, 28, 29, 30, 31, 35 prédios residenciais dos séculos XVII e XVIII; a Segunda Guerra Mundial e seus efeitos causaram a destruição de 80% dos edifícios residenciais da Cidade Velha no centro de Żagań. Entre os sobreviventes, o conjunto mais valioso são as casas da praça principal, as casas renascentistas em estilo gótico (núm. 7-11) e as casas barrocas (núm. 27–31). O valioso complexo é criado pelo desenvolvimento compacto da rua Warszawska, construída nos séculos XVIII e XIX, sobre as fundações de edifícios antigos. As casas nas seguintes ruas: Keplera, Słowackiego, Szprotawska, Jana Pawła II, Gimnazjalna e na praça Słowiański sobreviveram da mesma época. Fora da zona antiga da cidade, construída na segunda metade dos séculos XIX e XX, existem várias dezenas de casas construídas em estilo Art Nouveau. Elas estão localizados principalmente nas ruas Piłsudskiego, Henryka Brodaty, Dworcowa, Nowogrodzka, Śląska, Szprotawska e Żelazna.
- Casas, rua Słowackiego 2, 3, 4, 5, 6, 17, 18, 19, 18 e 19, dos séculos XVIII/XX
- Casas, praça Słowiański 9, 11, 12, 13, 18, não sobreviveu, 21, 24, dos séculos XVII/XVIII
  - Palácio, a chamada “Casa da Viúva”,[50] praça Słowiański 17, atualmente a sede da Câmara Municipal. Classicista, construído em 1793 por Piotr Biron para sua esposa Dorota von Medem, projetado por Christian Schultze, depois de sua morte em 1821 — o escritório de propriedades principescas, renovado e transformado em interiores muitas vezes.
- Casa, rua Sobieskiego 16 não existente
  - Palácio da câmera do príncipe, atualmente o tribunal distrital, rua Szprotawska 3, do século XVIII
- Casas, rua Szprotawska 1 não existente, 4, 5, 8 e desde o século XVIII não existente
- Tribunal distrital, rua Szprotawska 3, antigo prédio da administração do duque. Construída no final do século XVIII. Em 1813 o escritor francês, Stendhal, residiu lá como administrador do Ducado de Żagań no corpo da guarda do general Latour-Maubourg
- Casas, rua Śląska 21, 23, 25, desde o início do século XX
- Casas, rua Jana Pawła II (anteriormente Świerczewskiego) 10, 11, do século XVIII
  - Palácio, rua Jana Pawła II 7, antiga sede da Biblioteca Pública Municipal. Classicista, construído na virada dos séculos XVIII e XIX de acordo com um projeto de Christian Schultze para o conselheiro da corte ducal, Johann Metzke
- Casas, rua Warszawska 6, 7, 10, 11, 12, 13, 15, 19, 21, 22, 23, dos séculos XVIII/XIX/XX
- Complexo hospitalar dedicado à Santa Doroteia; o edifício neogótico do hospital, que ainda hoje existe, foi construído graças à princesa Dorota. A praça ao redor do hospital foi comprada pela Duquesa da família Willman, donos da fábrica Żagań. A pedra fundamental para a construção do edifício foi lançada em 3 de maio de 1851 na presença do rei prussiano Frederico Guilherme IV. O hospital foi inaugurado em outubro de 1859. Somente os habitantes do Ducado de Żagań, tanto católicos como protestantes, podiam usar esta instalação extremamente moderna naquela época. Na muralha que circunda o hospital, encontra-se uma capela construída na segunda metade do século XIX, erradamente designada por Casa de Loreto[49]
  - Casa das freiras de meados do século XIX
  - Muro, na rua Żelazna e Szprotawska, com portão, tijolo, de meados dos séculos XIX/XX, rua Żelazna 1
  - Igreja — a igreja paroquial da Santa Cruz
  - Edifício hospitalar de meados do século XIX

Outros monumentos:
- Cemitério judeu
- Torre da Prefeitura, sendo uma remanescente da Prefeitura originalmente localizada na praça principal, e no século XVI mudou-se para a fachada ocidental de edifícios residenciais. Neoclássico, construída nos anos 1879–1880 com o uso de fragmentos da prefeitura gótica dos séculos XIV a XVI. Uma abóbada de diamantes da primeira metade do século XVI, a praça principal, foi preservada no primeiro andar
- Estação ferroviária com cinco plataformas; o atual edifício da estação ferroviária é o terceiro consecutivo. A construção foi concluída em 1 de março de 1913 no local da anterior, que foi destruída em um incêndio. Por ocasião dos 150 anos da ferrovia na Terra de Żagań em 1996, uma placa comemorativa foi instalada na parede da estação voltada para a rua
- Quartel militar histórico
- Museu dos Campos de Prisioneiros, localizado perto de Żagań. Abrange as áreas dos campos de prisioneiros de guerra de Stalag VIIIC e Stalag Luft III, onde em 1944 ocorreu a “Grande Fuga” de 76 aviadores, 50 dos quais foram posteriormente fuzilados por ordem de Adolf Hitler, conhecido como Sagan-Befehl.

## Demografia

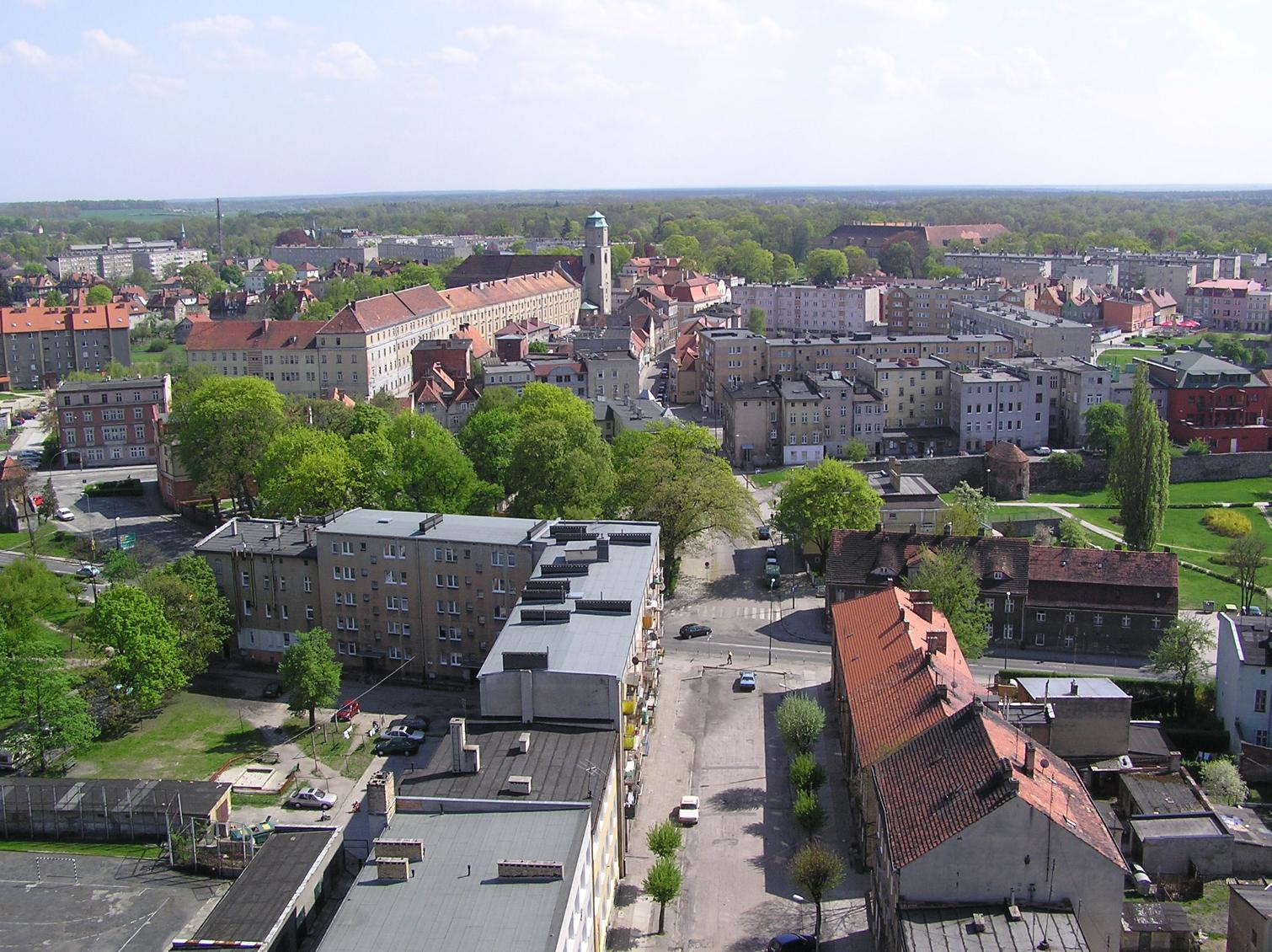
Żagań - vista da torre de observação

Conforme os dados do Escritório Central de Estatística da Polônia (GUS) de 31 de dezembro de 2022, Żagań é uma cidade pequena com uma população de 23 730 habitantes (5.º lugar na voivodia da Lubúsquia e 181.º na Polônia), tem uma área de 40,38 km² (4.º lugar na voivodia da Lubúsquia e 109.º lugar na Polônia) e uma densidade populacional de 587,67 hab./km² (26.º lugar na voivodia da Lubúsquia e 541.º lugar na Polônia). Nos anos 2002–2021, o número de habitantes diminuiu 6,7%.
Os habitantes de Żagań constituem cerca de 30,69% da população do condado de Żagań, constituindo 2,42% da população da voivodia da Lubúsquia.
| Descrição                         | Total      | Total     | Mulheres   | Mulheres  | Homens     | Homens    |
| --------------------------------- | ---------- | --------- | ---------- | --------- | ---------- | --------- |
| unidade                           | habitantes | %         | habitantes | %         | habitantes | %         |
| população                         | 23 730     | 100       | 12 363     | 52,1      | 11 367     | 47,9      |
| superfície                        | 40,38 km²  | 40,38 km² | 40,38 km²  | 40,38 km² | 40,38 km²  | 40,38 km² |
| densidade populacional (hab./km²) | 587,67     | 587,67    | 306,18     | 306,18    | 281,49     | 281,49    |

## Clima
| Dados climatológicos para Żagań                  | Dados climatológicos para Żagań | Dados climatológicos para Żagań | Dados climatológicos para Żagań | Dados climatológicos para Żagań | Dados climatológicos para Żagań | Dados climatológicos para Żagań | Dados climatológicos para Żagań | Dados climatológicos para Żagań | Dados climatológicos para Żagań | Dados climatológicos para Żagań | Dados climatológicos para Żagań | Dados climatológicos para Żagań | Dados climatológicos para Żagań |
| Mês                                              | Jan                             | Fev                             | Mar                             | Abr                             | Mai                             | Jun                             | Jul                             | Ago                             | Set                             | Out                             | Nov                             | Dez                             | Ano                             |
| ------------------------------------------------ | ------------------------------- | ------------------------------- | ------------------------------- | ------------------------------- | ------------------------------- | ------------------------------- | ------------------------------- | ------------------------------- | ------------------------------- | ------------------------------- | ------------------------------- | ------------------------------- | ------------------------------- |
| Temperatura máxima recorde (°C)                  | 15,7                            | 18,4                            | 22,6                            | 29,5                            | 31,3                            | 36,2                            | 37,4                            | 37,1                            | 30,1                            | 26,1                            | 18,0                            | 14,4                            | 37,4                            |
| Temperatura máxima média (°C)                    | 2,1                             | 3,4                             | 8,2                             | 14,2                            | 19,6                            | 22,2                            | 24,3                            | 24,1                            | 19,1                            | 13,7                            | 7,0                             | 3,3                             | 13,4                            |
| Temperatura média (°C)                           | −0,6                            | 0,2                             | 4,0                             | 8,9                             | 14,0                            | 16,8                            | 18,8                            | 18,4                            | 14,1                            | 9,3                             | 4,1                             | 0,9                             | 9,1                             |
| Temperatura mínima média (°C)                    | −3,4                            | −2,9                            | 0,2                             | 3,7                             | 8,3                             | 11,5                            | 13,4                            | 13,1                            | 9,5                             | 5,4                             | 1,3                             | −1,7                            | 4,9                             |
| Temperatura mínima recorde (°C)                  | −25,2                           | −22,7                           | −15,2                           | −5,8                            | −2,4                            | 0,9                             | 6,5                             | 3,8                             | 0,5                             | −5,5                            | −13,4                           | −21,0                           | −25,2                           |
| Precipitação (mm)                                | 39                              | 32                              | 40                              | 35                              | 50                              | 55                              | 83                              | 65                              | 44                              | 32                              | 41                              | 43                              | 560                             |
| Dias com precipitação                            | 10                              | 9                               | 10                              | 8                               | 10                              | 11                              | 12                              | 10                              | 9                               | 8                               | 9                               | 11                              | 117                             |
| Fonte: Com base nos anos de 1979–2013 2022-05-18 |                                 |                                 |                                 |                                 |                                 |                                 |                                 |                                 |                                 |                                 |                                 |                                 |                                 |

## Planejamento Urbano
Conjuntos habitacionais:
- Osiedle na Górce,
- Osiedle Bema,
- Osiedle Moczyń,
- Osiedle Kolonia Laski,
- Osiedle Łąkowa.

## Economia

### História
Desde os primeiros tempos, as bases econômicas do desenvolvimento da cidade foram criadas pelo artesanato e pelo comércio. Desde a Idade Média, havia guildas de padeiros, açougueiros, alfaiates e sapateiros em Żagań. As características dos peleteiros, produzindo não só para as necessidades locais, mas também para exportação, foram confirmadas. Naquela época, as forjas em Żagań também estavam ativas, produzindo ferro do pântano próximo. A pesca desempenhava um papel importante na economia da cidade, e a presença de pescadores em Żagań foi confirmada já em 1299.
O comércio era de importância econômica significativa, pois tinha condições favoráveis para o desenvolvimento, com a localização de Żagań na principal rota comercial. A presença de uma guilda de mercadores que lidam com o comércio foi documentada já no século XIV. Fontes escritas desse período também confirmam a existência de um mercado de sal e feiras anuais.
A indústria assumiu as tradições do ofício no século XIX. Em 1802 foi inaugurada uma fábrica de papel, em 1863 foi construída uma fábrica de gás, e em 1878 a empresa têxtil austríaca Mos. Löw Beer fundou uma filial em Żagań.
Como resultado da Segunda Guerra Mundial, os danos industriais atingiram 75%. Apesar das dificuldades, a cidade tornou-se um importante polo da indústria têxtil e metalúrgica. Houve a florescente Fábrica de Lã de Żagań, Escova de Lã de Żagań ou Empresa Produtora de Eletrodomésticos “Zamex” (antiga “Polar” e, ainda antes, “Termet”), um fabricante de refrigeradores de renome nacional. Devido às transformações políticas e econômicas, essas fábricas não existem mais, e as indústrias mencionadas têm um papel menor.

### Estado atual
O colapso das maiores fábricas e o aumento do desemprego levaram as autoridades da cidade a tomar medidas para criar novos empregos. Em 2003, foi criada a Zona Econômica de Żagań, que incluía um total de mais de 60 ha. de áreas de investimento. Até agora, a oferta tem sido utilizada por várias empresas que construíram pavilhões de produção em Żagań.
No mesmo período, empresas municipais foram fundadas em Żagań, lidando com gestão de água e esgoto, gestão de resíduos sólidos municipais e obras rodoviárias, consultoria e obtenção de fundos externos, gestão de instalações e gestão de investimentos. A medida visava aumentar o nível de serviços e uma gestão financeira mais eficiente.
Conforme os dados de 2011, havia 3 084 entidades da economia nacional em Żagań, incluindo 2 830 pertencentes ao setor privado e 254 pertencentes ao setor público.
Segundo a Estratégia de Desenvolvimento do Condado de Żagań de 2008 e o relatório sobre a atividade do Escritório de Emprego do Condado de Żagań de 2010, os maiores e mais dinâmicos empregadores em Żagań incluem:
- Firma Produkcyjna Bartex ZPCH (produção de brinquedos, roupas e têxteis)
- Poltops sp. z o.o. (produção têxtil)
- P.H.U. Adam sp. z o.o. (venda de carne)
- Przedsiębiorstwo Wielobranżowe „Jersak” Zofia Jersak (comércio de combustível)
- Polstoff sp. z o.o. (comércio)
- Sun-d-yan sp. z o.o. (produção)
- Polotex (produção de malhas)
- Zakład Wielobranżowy Galwanizeria (produção)
- Nadleśnictwo Żagań (silvicultura e extração de madeira)
- VP Polska sp. z o.o. (produção de embalagens de papel)
- Zakład Przetwórstwa Mięsnego Tako (processamento de carne)
- Piekarnia Amadeo Tadeusz Giza (produção e fabrico de pão e pastelaria)
- Ecotex Poland sp. z o.o. (atacado)
- Miejski Zakład Komunikacji sp. z o.o. (transporte urbano)
- Miejskie Przedsiębiorstwo Oczyszczania i Robót Drogowych sp. z o.o. (gestão de resíduos)
- Sunset Textil (fabricação de tecidos)
- Dringenberg Polska sp. z o.o. (produção)

Consoante os dados de 31 de agosto de 2011, 1 575 desempregados estavam cadastrados na cidade, dos quais 941 eram mulheres.

## Transportes

### Transporte rodoviário
As seguintes estradas de importância supralocal passam por Żagań:
- Estrada nacional n.º 12 Łęknica — Berdyszcze (incluindo o anel viário encomendado em 2006, 4,9 km de comprimento[64])
- Estrada provincial n.º 295 Żagań — Nowogród Bobrzański
- Estrada provincial n.º 296 Lubań — Kożuchów

### Transporte ferroviário

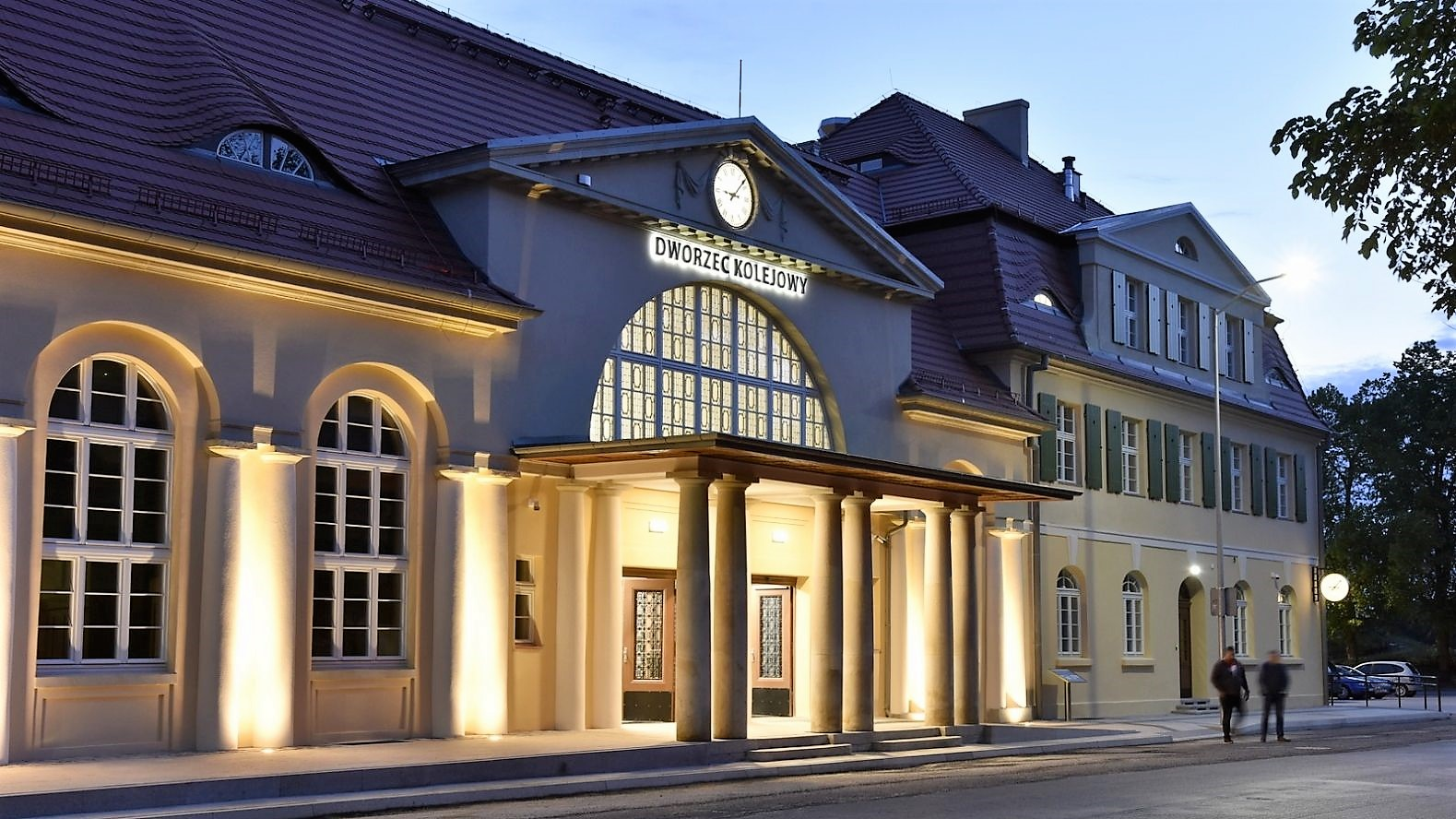
Estação ferroviária em Żagań

A história da ferrovia em Żagań remonta a 1846. No passado, a estação da cidade foi o maior entroncamento ferroviário da região, mas seu papel está diminuindo a cada ano. As seguintes linhas ferroviárias passam pela cidade:
- Linha ferroviária n.º 14 Łódź Kaliska — Forst/Baršć
- Linha ferroviária n.º 275 Wrocław Muchobór — Guben
- Linha ferroviária n.º 283 Jelenia Góra — Żagań
- Linha ferroviária n.º 371 Wolsztyn — Żagań
- Linha ferroviária n.º 389 Żagań — Jankowa Żagańska

Em 2020, Żagań tinha ligações ferroviárias diretas com as seguintes cidades: Forst, Legnica, Zielona Góra, Żary, Breslávia, Opole, Częstochowa e Varsóvia.

### Transporte de ônibus
A Empresa Municipal de Transportes de Żagań é responsável pelo transporte local, utilizado pelos habitantes de Żagań, Żary e residentes de outras cidades dos condados de Żagań e Żary. O serviço de conexões de longa distância é efetuado principalmente pela Empresa de Transporte Rodoviário em Żary (PKS Żary), graças à qual Żagań tem conexões diretas de ônibus, por exemplo, com Gorzów Wielkopolski, Poznań, Breslávia, Zielona Góra e Zgorzelec.

## Cultura

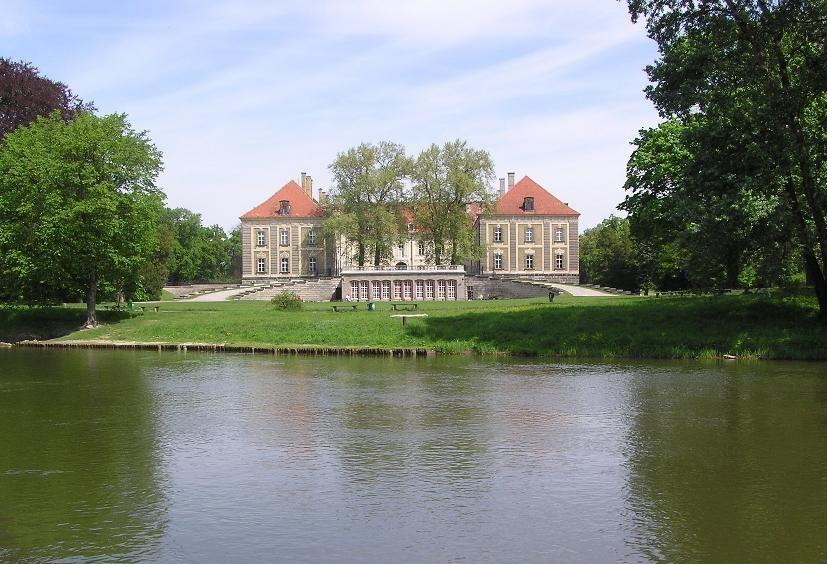
Palácio da Cultura de Żagań (antigo palácio dos Duques de Żagań)

O Palácio da Cultura de Żagań, localizado no Palácio Ducal, desempenha um papel preponderante na organização da vida cultural da cidade. O Centro realiza tarefas, incluídas no domínio da promoção da cultura e da educação cultural, organizando numerosos eventos culturais (concertos, espetáculos de teatro, exposições fotográficas, etc.), eventos ao ar livre, workshops pontuais, animações culturais (resenhas periódicas, concursos, etc.) e mantendo uma seção de interesse (ou seja, Escola de Talentos, Universidade da terceira idade). Função semelhante é desempenhada pelo Garrison Club, no qual há seções: teatro, teatro de um ator, música, artes plásticas, dança, instrumentos musicais e majorette.
Um papel significativo na promoção e organização da vida cultural de Żagań é desempenhado pela comunidade em torno da Escola Estadual de Música de 1.º e 2.º graus, o centro musical da região. A função de promoção da cultura também é desempenhada pelas bibliotecas: Biblioteca Pública Municipal Papusza, uma filial da Biblioteca Pedagógica Provincial e da Biblioteca Garrison Club. Żagań também abriga o Museu dos Campos de Prisioneiros de Guerra, localizado nos terrenos dos antigos campos alemães de prisioneiros de guerra.
Os eventos culturais cíclicos mais importantes na cidade incluem:
- Torneio Nacional de Piano Infantil e Juvenil, organizado pela Escola Estadual de Música Henryk Wieniawski em Żagan,
- Reconstruções dos eventos da Segunda Guerra Mundial, comemorando os aniversários da grande fuga do campo Stalag Luft III,
- Feira de São Miguel, organizada pela Prefeitura e Palácio da Cultura de Żagań.

### Żagań na literatura e no cinema

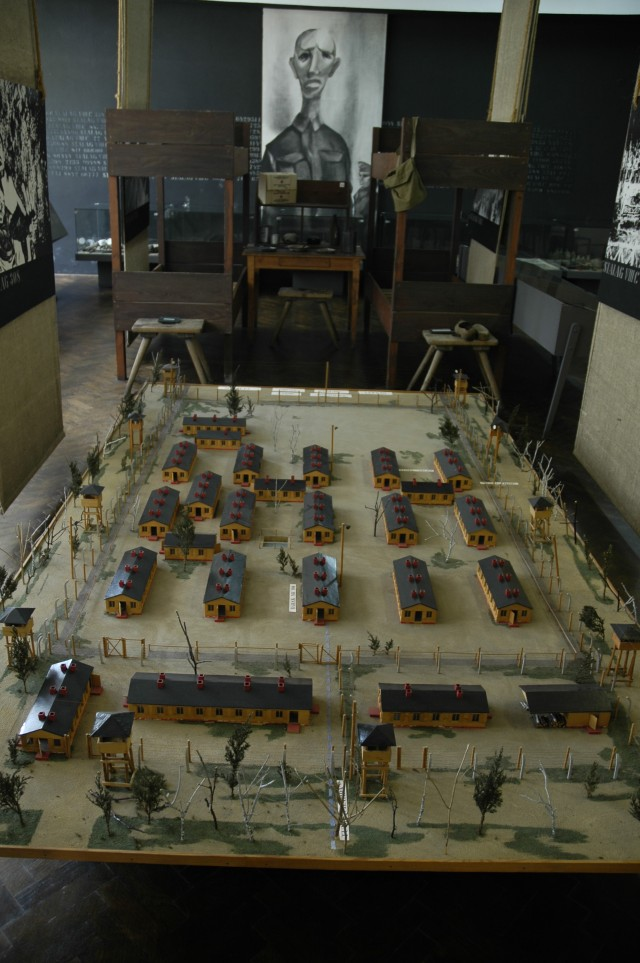
Modelo do Stalag Luft III no Museu de campos de prisioneiros de guerra em Żagań

A história eslava e alemã inicial da cidade é descrita em lendas (incluindo a Lenda de Żaganna) por Izabela Koniusz. Graças à escritora tcheca Božena Němcová, Żagań ficou imortalizada na literatura mundial. Em seu conto intitulado Sestry (publicado em 1855), ambientado em Żagań, Dzietrzychowice e Niemcza, Němcová publicou uma extensa descrição do parque do castelo de Żagań, onde os habitantes da cidade e todo o bairro se reuniam para participar da festa de aniversário da princesa, cujo protótipo foi a princesa Dorota de Talleyrand-Périgord. A história é baseada em fatos e coincide na maioria com fontes históricas. Por outro lado, o protótipo da princesa na avó era a duquesa Wilhelmina Żagańska, a quem a jovem Božena devia uma formação e conduta adequadas.
Em 1950, foi feito o filme britânico The Wooden Horse, baseado nos acontecimentos de 1943, quando no campo de prisioneiros de guerra Stalag Luft III em Żagań, prisioneiros de guerra cavaram um túnel sob a cerca de arame do campo, usando um cavalo de madeira como cortina. A “Grande Fuga” do acampamento mencionado também foi filmada — em 1963, The Great Escape foi filmado com Steve McQueen e Charles Bronson nos papéis principais.
Em 1965, Żagań e os campos de prisioneiros ao redor serviram como cenário de filmagem para a série televisiva Czterej pancerni i pies (Quatro tanques blindados e um cachorro) e o filme de guerra Potem nastąpi cisza (Então haverá silêncio).
Em 2000, o autor e piloto Wolfgang W.E. Samuel escreveu German Boy: A Refugee's Story. Em seu diário, o autor descreve os últimos momentos da Segunda Guerra Mundial na perspectiva de um menino ingênuo de 10 anos. O autor é testemunha da “lavagem cerebral” do implacável partido nazista e em seu diário ele mostra a brutal tragédia da guerra através dos olhos de uma criança. Wolfgang, sua mãe e sua irmã de 5 anos deixam Żagań (Sagan) e fogem do avanço do Exército Vermelho em direção às forças de ocupação americanas. Depois de algum tempo, o autor se muda para os Estados Unidos como voluntário para servir na Força Aérea dos Estados Unidos. O diário foi escrito após sua aposentadoria.

## Educação

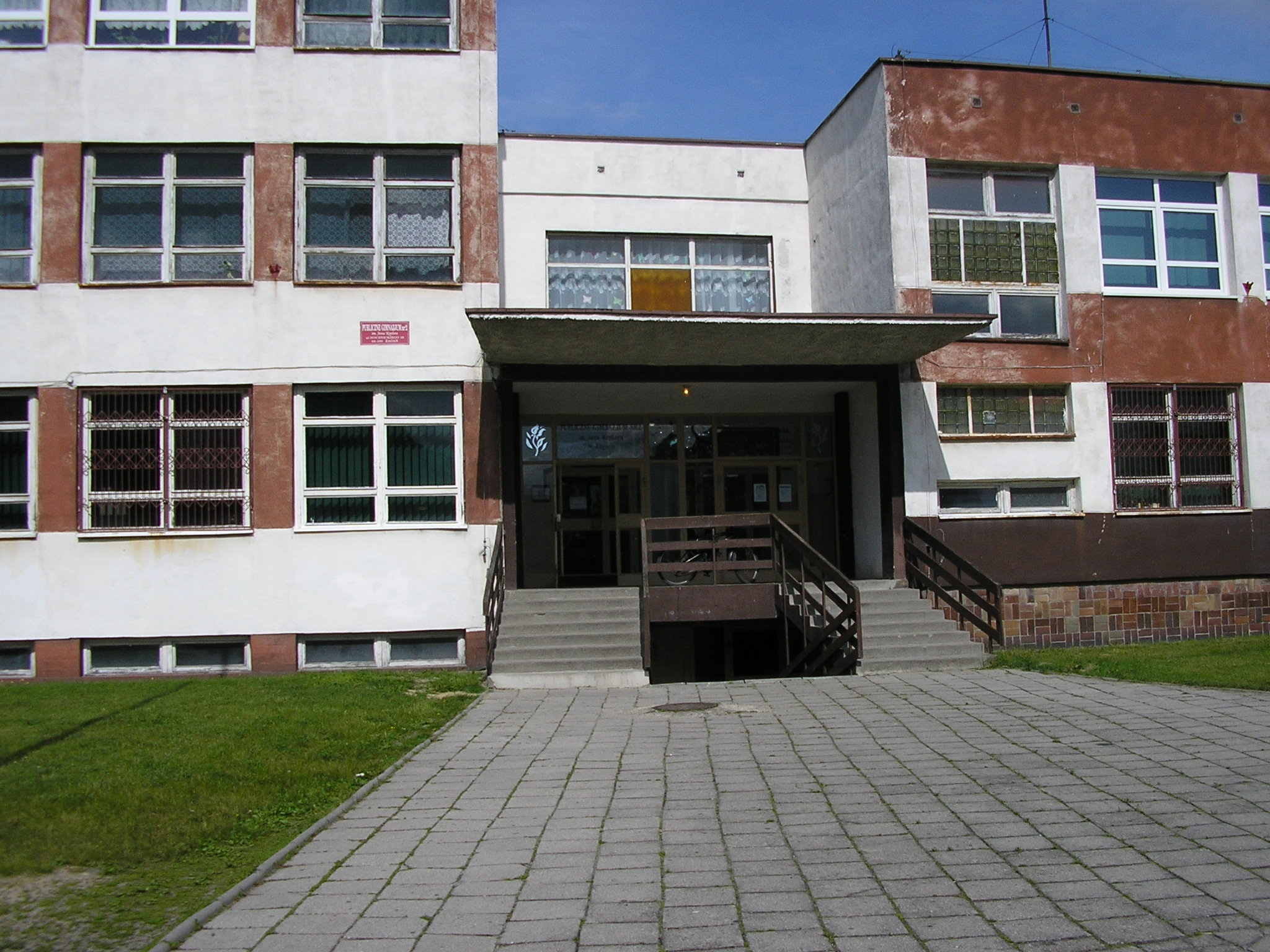
Escola primária pública n.º 5, entrada do jardim de infância

A cidade é um centro educacional local com escolas e instituições de ensino de vários níveis. Atualmente existem 6 jardins de infância em Żagań, incluindo os 4 municipais:
- Jardim de Infância Municipal n.º 2,
- Jardim de Infância Municipal n.º 3,
- Jardim de Infância Municipal n.º 5,
- Jardim de Infância Municipal n.º 6,
- Jardim de Infância Particular “Wesołe Boberki”,[79]
- Jardim de Infância Jacek e Agatka.

Existem 6 escolas primárias na cidade:
- Escola Primária Pública  n.º 1 Jan Brzechwa (a primeira instituição educacional da cidade após a Segunda Guerra Mundial[80])
- Escola Primária Pública  n.º 2 11 Dywizja Kawalerii Pancernej
- Escola Primária Pública  n.º 3 Jan Paweł II
- Escola Primária Pública  n.º 4 Ofiar Stalagu VIIIc
- Escola Primária Pública  n.º 5 1 Dywizja Pancerna (PSZ)
- Escola Primária Pública  n.º 7 Dorota de Talleyrand-Périgord

Żagań abriga 3 complexos de escolas secundárias:
- Ensino Médio Stefan Banach
- Complexo de Escolas Técnicas e Secundárias
- Complexo de Escolas Secundárias Superiores

Em outubro de 2010, o Centro Didático Off-site da Universidade de Tecnologia de Poznań começou a operar na cidade — a primeira universidade em Żagań. Anualmente, várias dezenas de estudantes eram educados lá. Em 2014, o Centro cessou a sua atividade.
Além das unidades educacionais acima mencionadas, também funcionam na cidade os seguintes centros educacionais:
- Escola Estadual de Música Primária e Secundária Henryk Wieniawski,
- Escola Especial e Centro Educacional,
- Centro de Aconselhamento Psicológico e Pedagógico.

## Meios de comunicação
A RTCN Żagań *Wichów* está localizada perto de Żagań, na aldeia de Wichów, de onde é transmitido o sinal de rádio das estações de rádio nacionais e da televisão digital terrestre (NTC) — canais comerciais no canal 41, com potência de 50 kW.
Jornais regionais:
- Jornal regional,
- Gazeta Lubuska,
- Jornal local do condado de Żagań.

## Esportes

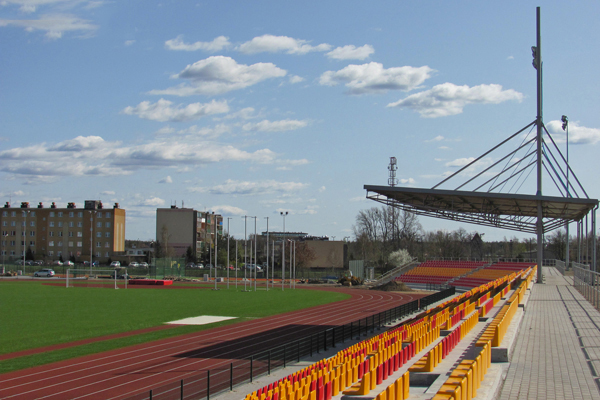
Arquibancadas da Arena Żagań

O clube esportivo mais antigo da cidade é o Clube Esportivo Municipal “Czarni” Żagań, fundado em 1957. O maior sucesso da equipe é sua participação na final da Copa da Polônia na temporada 1964/1965. A partir da temporada 2008/2009, o clube jogou na segunda liga polonesa de futebol, e na temporada 2014/2015 jogou na classe regional Zielona Góra. Há também um clube de voleibol masculino WKS Sobieski Żagań na cidade, a maioria dos jogadores são soldados profissionais. A equipe da temporada 2010/2011 jogou na segunda liga polonesa no vôlei.
Existem outros clubes e associações esportivas em Żagań:
- Speleoklub Bobry, cujos membros conquistaram e descobriram muitas cavernas[85]
- Szron — Associação de Turismo Aquático de Czerna, cujos membros têm participado repetidamente em viagens de canoagem na Polônia e no exterior.[86]
- Escola de Luta e Dança “Ronin”
- UKS Czarni Żagań
- Żagań Sociedade de Ciclismo “Huragan”
- Escola de Mergulho “DARCO” & agência de viagens Wilson Travel — Dariusz Drozdek

Em Żagań na rua Kochanowskiego, há o centro esportivo Arena Żagań, que inclui um estádio de futebol, uma sala de esportes e entretenimento, uma piscina coberta, um albergue e quadras de tênis. As instalações localizadas no complexo são utilizadas pelos clubes municipais Czarni Żagań e Sobieski Żagań.
Além disso, existe uma piscina municipal na cidade, aberta no verão, um estádio na rua Karpińskiego e dois campos esportivos: na escola primária n.º 2 e na escola primária n.º 3.

## Comunidades religiosas

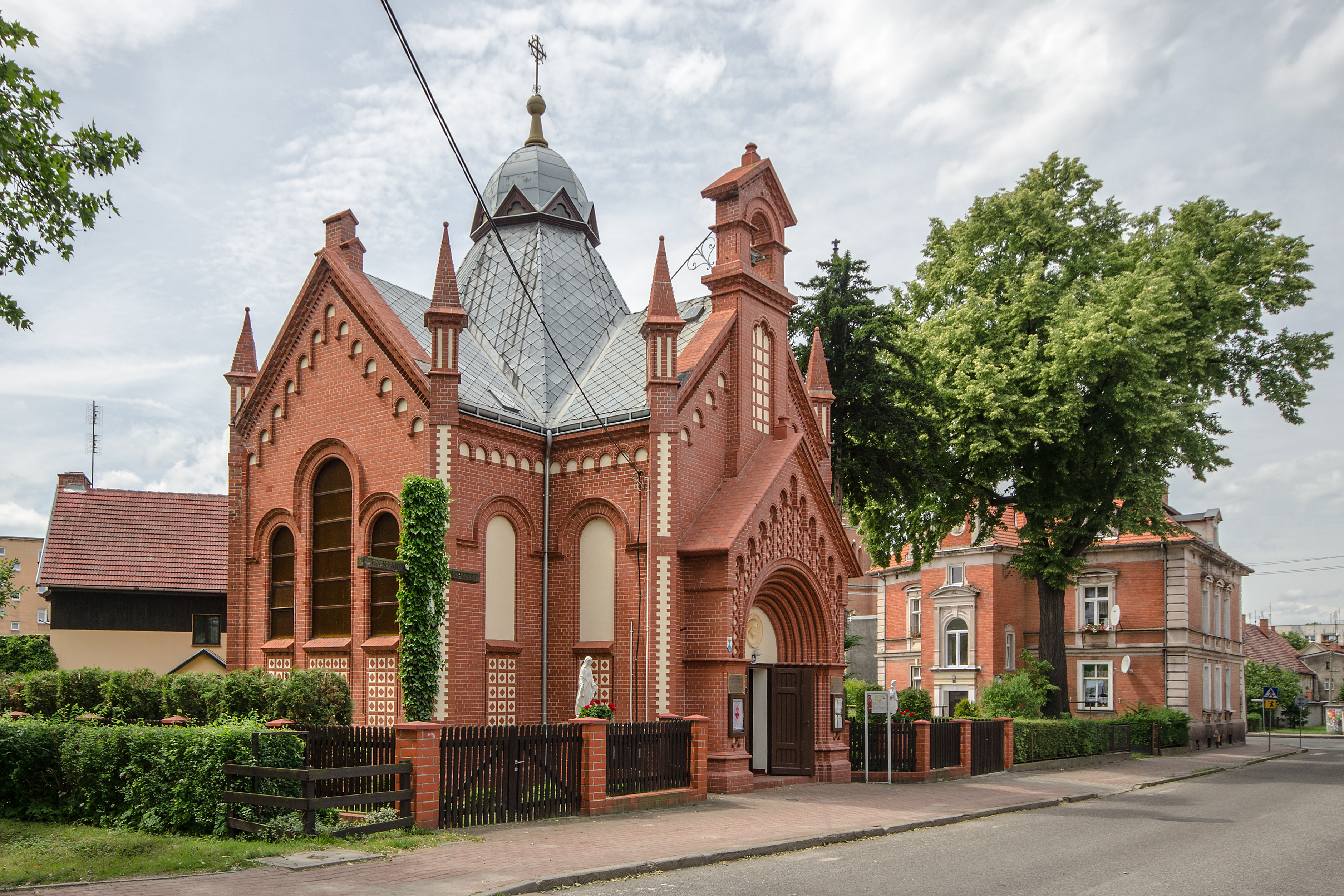
Igreja Católica Polonesa da Exaltação da Santa Cruz

A religião mais numerosa em Żagań é o catolicismo. As seguintes organizações religiosas realizam atividades na cidade:
- Igreja Adventista do Sétimo Dia
  - Igreja em Żagan.[93]

- Igreja Evangélica-Augsburgo
  - Instalação pastoral em Żagań[94]

- Igreja Católica Polonesa na República da Polônia
  - Paróquia da Exaltação da Santa Cruz em Żagań.[95]

- Igreja Católica de Rito Latino
  - Forania de Żagań:[96]
    - Paróquia de São José (com filiais: igreja da Santa Cruz e a Capela do Hospital de Santa Dorotea em Żagań)[97]
    - Paróquia da Visitação da Bem-Aventurada Virgem Maria (com filiais: igreja da Bem-Aventurada Virgem Maria, Rainha da Polônia em Stary Żagań e a Capela de São Maximiliano Kolbe em Żagań)[98]
    - Paróquia da Assunção da Bem-Aventurada Virgem Maria (com filiais: igreja de São Pedro e São Paulo e a igreja do Espírito Santo em Żagań)[99]

A cidade é a sede da forania militar da Silésia e da paróquia militar de Nossa Senhora do Hetman do Soldado polonês.
- Igreja pentecostal
  - Congregação da Igreja Pentecostal “Vitória da Cruz” em Żagań.[101]

- Testemunhas de Jeová
  - Igreja Żagań-Zabobrze
  - Igreja Żagań-Oeste (Salão do Reino, Słowackiego 22B)